# Liste der denkmalgeschützten Objekte in Wien/Innere Stadt/So–Z
Die Liste der denkmalgeschützten Objekte in Wien/Innere Stadt enthält die 798 denkmalgeschützten unbeweglichen Objekte des 1. Wiener Gemeindebezirks Innere Stadt.

## Denkmäler
| Foto |                 | Denkmal | Standort                                                                                   | Beschreibung | Metadaten |
| ---- | --------------- | --- | ------------------------------------------------------------------------------------------ | --- | --- |
| ja   | Datei hochladen | Sog. Hildebrandt-Haus/Elloisches Haus HERIS-ID: 40824 Objekt-ID: 40877                                                        | Sonnenfelsgasse 3 Standort KG: Innere Stadt                                                | Das im Kern gotische Bürgerhaus hat eine barocke Fassade aus dem Jahr 1717. Die Fassade ist durch Riesenpilaster auf Konsolen über Hermenpilastern gegliedert, die Fensterrahmungen mit Knickgiebelverdachungen sind reich dekoriert. Der Volutensprenggiebel im ersten Obergeschoß weist eine Madonnenstatue auf. Die Einfahrt mit gotischen Stichtonnengewölbe führt in einen Innenhof mit dreigeschoßigen Pawlatschen. Der Weinkeller (Zwölf Apostelkeller) ist zweigeschoßig und tonnengewölbt. | BDA-Hist.: Q37996622 Status: Bescheid Stand der BDA-Liste: 2025-06-30 Name: Sog. Hildebrandt-Haus/Elloisches Haus GstNr.: 717 Haus Sonnenfelsgasse 3, Wien                                                                                     |
| ja   | Datei hochladen | Bürgerhaus, Zur kleinen Weintraube HERIS-ID: 40827 Objekt-ID: 40881                                                           | Sonnenfelsgasse 5 Standort KG: Innere Stadt                                                | Das Haus stammt aus der Zeit vor 1550 und wurde mehrfach umgebaut und aufgestockt, zuletzt 1823. Die Fassade ist ortsteingegliedert mit Doppelachsen an den Seiten und Rahmenfeldern mit klassizistischem Dekor zwischen erstem und zweitem Obergeschoß. Die Tür des schlichten klassizistischen Portals stammt aus dem Jahr 1782. Das Foyer ist tonnengewölbt. | BDA-Hist.: Q37996654 Status: Bescheid Stand der BDA-Liste: 2025-06-30 Name: Bürgerhaus, Zur kleinen Weintraube GstNr.: 718 |
| ja   | Datei hochladen | Bürgerhaus, Zu den sechs Schimmeln HERIS-ID: 40825 Objekt-ID: 40878                                                           | Sonnenfelsgasse 11 Standort KG: Innere Stadt                                               | Das palaisartige barocke Bürgerhaus wurde im ersten Viertel des 18. Jahrhunderts erbaut. Es hat einen flachen, lisenengerahmten Mittelrisaliten und additiv angeordnete Fenster mit ornamentalen Kartuschen und Rankenwerk. Das Korbbogenportal wird von einem geschwungenen Balusterbalkon bekrönt. Die Erdgeschoßräume sind kreuzgratgewölbt mit Rankenwerkstuck, im ersten Stock befindet sich ein Spiegelgewölbe mit Stuckrahmen und Medaillons aus dem 19. Jahrhundert. | BDA-Hist.: Q37996632 Status: Bescheid Stand der BDA-Liste: 2025-06-30 Name: Bürgerhaus, Zu den sechs Schimmeln GstNr.: 721 Sonnenfelsgasse 11, Vienna                                                                                          |
| ja   | Datei hochladen | Bürgerhaus, Zum Braunen Hirschen HERIS-ID: 47344 Objekt-ID: 50312                                                             | Sonnenfelsgasse 13 Standort KG: Innere Stadt                                               | Das spätbarocke Wohnhaus stammt aus dem dritten Viertel des 18. Jahrhunderts und wurde 1817 verändert. Die Fassade ist schlicht, die Dreiecksgiebel der Renster ruhen auf Volutenkonsolen. Das Korbbogenportal weist eine originale Holztüre mit Beschlägen aus dem 18. und 19. Jahrhundert auf. | BDA-Hist.: Q38026486 Status: Bescheid Stand der BDA-Liste: 2025-06-30 Name: Bürgerhaus, Zum Braunen Hirschen GstNr.: 722 |
| ja   | Datei hochladen | Bürgerhaus HERIS-ID: 40796 Objekt-ID: 40836                                                                                   | Sonnenfelsgasse 15 Standort KG: Innere Stadt                                               | Urkundlich erwähnt wird ein Gebäude an dieser Stelle seit 1411, das jetzige Haus wurde um 1635 erbaut und 1808 aufgestockt. Im Erdgeschoß befand sich lange eine Druckerei, in der das Wiener Blättl herausgegeben wurde. Ein bemerkenswertes Element ist das Renaissanceportal mit einer Löwenmaske im Abschlussstein mit einem angedeuteten Dreiecksgiebel und einem Pinienzapfen mit flankierenden Voluten oberhalb der geraden Verdachung. Das Portal ist ein Rest des Vorgängerhauses und geht auf die Zeit zwischen 1570 und 1580 zurück. | BDA-Hist.: Q37996339 Status: § 2a Stand der BDA-Liste: 2025-06-30 Name: Bürgerhaus GstNr.: 723 Sonnenfelsgasse 15, Vienna |
| ja   | Datei hochladen | Bürgerhaus HERIS-ID: 40826 Objekt-ID: 40879                                                                                   | Sonnenfelsgasse 17 Standort KG: Innere Stadt                                               | Das Spätrenaissance-Bürgerhaus wurde Ende des 16. Jahrhunderts erbaut. Die Fassade ist ortsteingegliedert mit horizontalen Putzbändern. Oberhalb des Rundbogenportals erhebt sich ein ortsteingegliederter Erker mit teilweise erhaltener Wappenkartusche. Die Einfahrt ist kreuzgratgewölbt, im Erdgeschoß gibt es Stichkappentonnen und Kreuzgratgewölbe. | BDA-Hist.: Q37996642 Status: Bescheid Stand der BDA-Liste: 2025-06-30 Name: Bürgerhaus GstNr.: 729 Sonnenfelsgasse 17, Vienna |
| ja   | Datei hochladen | Miethaus HERIS-ID: 40829 Objekt-ID: 40883                                                                                     | Spiegelgasse 3 Standort KG: Innere Stadt                                                   | Das späthistoristische Wohn- und Geschäftshaus in den Formen der Neu-Wiener Renaissance wurde 1886 von Carl Schumann erbaut. Original erhalten ist die Geschäftsausstattung aus dem Jahr 1911 von Emil Hoppe, Otto Schönthal und Marcel Kammerer. | BDA-Hist.: Q37996674 Status: Bescheid Stand der BDA-Liste: 2025-06-30 Name: Miethaus GstNr.: 1090/1 Spiegelgasse 3, Vienna |
| ja   | Datei hochladen | Ehem. Palais Szechenyi HERIS-ID: 47469 Objekt-ID: 50546                                                                       | Spiegelgasse 6 Standort KG: Innere Stadt                                                   | Das späthistoristische Palais in neobarocken Formen wurde 1896/97 von Viktor Siedek erbaut. Die Fassade oberhalb der Geschäftszone ist dreigegliedert, über geschichteten ionischen Hermenriesenpilastern erheben sich Riesenlisenen mit stuckierten Schäften und im Attikageschoß Lisenen, die in die Volutenkonsolen des Kranzgesimses münden. In der Beletage weisen die Fenster alternierend Knick- und Bogengiebelverdachungen mit Kartuschen auf. Das geschwungene Portal wird von einem vorgezogenen Rundbogen und ionischen Halbsäulen, die seitliche Gehtüren von Hauptportal abtrennen flankiert, der Giebel endet in Voluten mit Putti, die in einem dreigeschoßigen Erker enden, der mit einem Gitterbalkon bekrönt wird. | BDA-Hist.: Q38027287 Status: Bescheid Stand der BDA-Liste: 2025-06-30 Name: Ehem. Palais Szechenyi GstNr.: 1121 Palais Szechenyi |
| ja   | Datei hochladen | Göttweigerhof HERIS-ID: 40831 Objekt-ID: 40885                                                                                | Spiegelgasse 9 Standort KG: Innere Stadt                                                   | Dieses spätklassizistische Gebäude wurde 1820–1830 von Joseph Kornhäusel erbaut. Die Ecke ist abgeschrägt, der Sockel ist gebändert und weist keilsteinbesetzte Lünettenfenster auf. Darüber ist die Fenstergliederung rein additiv mit geschoßweise differenzierten Fensterverdachungen. Eine Gedenktafel erinnert an Franz Schubert, der kurzzeitig das Vorgängerhaus bewohnte. Der Stiftskeller mit Platzlgewölben hat ein original erhaltenes Holzportal. | BDA-Hist.: Q37996682 Status: § 2a Stand der BDA-Liste: 2025-06-30 Name: Göttweigerhof GstNr.: 1094 Göttweigerhof |
| ja   | Datei hochladen | Wohn- und Geschäftshaus HERIS-ID: 82511 Objekt-ID: 96336                                                                      | Spiegelgasse 10 Standort KG: Innere Stadt                                                  | Das späthistoristische Wohn- und Geschäftshaus wurde 1895 erbaut. Oberhalb der Geschäftszone von der die originale Holzverkleidung erhalten ist, ist die Fassade mit genuteten Lisenen gegliedert, die im Attikageschoß in einen Stichkappentonnengesims mit reichem Dekor übergehen. Über alle Achsen erstreckt sich ein Balkon mit Schmiedeeisengeländer. | BDA-Hist.: Q38178634 Status: Bescheid Stand der BDA-Liste: 2025-06-30 Name: Wohn- und Geschäftshaus GstNr.: 1118/2 |
| ja   | Datei hochladen | Wohn- und Geschäftshaus und das Geschäftsportal des ehem. Herrenmodegeschäftes P. C. Leschka HERIS-ID: 70831 Objekt-ID: 83970 | Spiegelgasse 13 Standort KG: Innere Stadt                                                  | Das späthistoristische Wohn- und Geschäftshaus wurde 1897 von Donat Zifferer nach einem Entwurf von Alois Maria Wurm-Arnkreuz erbaut. Es hat zwei Fassaden, die andere befindet sich in der Seilergasse. Oberhalb der Geschäftszone und des rustizierten Mezzanins erhebt sich die ortsteingequaderte Oberzone, die drei Mittelachsen mit einem schmiedeeisernen Balkon in der Mitte werden von zwei zweigeschoßigen Erkern flankiert. Die korinthischen Riesenpilaster an der Fassade gehen im Attikageschoß in Karyatidhermen über. Die Mittelachsen werden von einem Dreiecksgiebel bekrönt. Der ehemalige Herrensalon Leschka wurde 1923 von Adolf Loos eingerichtet. | BDA-Hist.: Q38126093 Status: Bescheid Stand der BDA-Liste: 2025-06-30 Name: Wohn- und Geschäftshaus und das Geschäftsportal des ehem. Herrenmodegeschäftes P. C. Leschka GstNr.: 1097/2 Seilergasse 14, Vienna                                 |
| ja   | Datei hochladen | Wohn- und Geschäftshaus HERIS-ID: 47475 Objekt-ID: 50553                                                                      | Spiegelgasse 21 Standort KG: Innere Stadt                                                  | das Haus wurde 1900/01 von Georg Demski erbaut. Die Fassade ist durch Lisenen, Erker und flache Risalite rhythmisch gegliedert. Im Vorgängerhaus wohnte Franz Grillparzer, zwei Portraitmedaillons im Foyer (von Hans Bitterlich) erinnern daran. | BDA-Hist.: Q38027321 Status: § 2a Stand der BDA-Liste: 2025-06-30 Name: Wohn- und Geschäftshaus GstNr.: 1113/1 |
| ja   | Datei hochladen | Miethaus HERIS-ID: 40832 Objekt-ID: 40887                                                                                     | Spiegelgasse 23 Standort KG: Innere Stadt                                                  | Das josephinische Zinshaus mit Plattendekor wurde 1786 von Adalbert Hild anstelle eines Traktes des Kapuzinerklosters erbaut. Das Rundbogenportal weist Zopfdekor auf. Die Einfahrt hat eine Korbbogentonne und führt zu zwei Wendeltreppen mit originalen Geländern. | BDA-Hist.: Q37996693 Status: Bescheid Stand der BDA-Liste: 2025-06-30 Name: Miethaus GstNr.: 1112 |
| ja   | Datei hochladen | Botschaft der Republik Kolumbien HERIS-ID: 40833 Objekt-ID: 40888                                                             | Stadiongasse 6-8 Standort KG: Innere Stadt                                                 | Das Haus wurde 1882/83 erbaut und ist ein Frühwerk Otto Wagners. Es ist mit einem zweistufigen gebänderten Sockel und einer Oberzone mit additiv angeordneten Ädikulafenstern klar gegliedert. Das gebänderte Lisenenportal weist auf Höhe des Beletagebalkons Allegorien (Architektur, Theater, Ackerbau, Handel) in Form von Putti auf. | BDA-Hist.: Q37996702 Status: Bescheid Stand der BDA-Liste: 2025-06-30 Name: Botschaft der Republik Kolumbien GstNr.: 1528/1, 1528/4 Haus Stadiongasse 6-8                                                                                      |
| ja   | Datei hochladen | Miethaus mit Rathaus-Apotheke HERIS-ID: 40834 Objekt-ID: 40889                                                                | Stadiongasse 10 Standort KG: Innere Stadt                                                  | Das Haus ist ein Frühwerk Otto Wagners. Es wurde 1880 erbaut und 1931/32 von Carl Kronfuß aufgestockt. Oberhalb einer gebänderten Sockelzone erheben sich additiv gereihte, gerade verdachte Fenster und ein Konsolbalkon. Die Rathaus-Apotheke hat noch ihre originale Einrichtung. | BDA-Hist.: Q37996714 Status: Bescheid Stand der BDA-Liste: 2025-06-30 Name: Miethaus mit Rathaus-Apotheke GstNr.: 1526/1 Stadiongasse 10, Vienna                                                                                               |
| ja   | Datei hochladen | Stadtpark und Kinderpark samt Baulichkeiten HERIS-ID: 94401 Objekt-ID: 109555                                                 | Stadtpark Standort KG: Innere Stadt                                                        | Der Stadtpark ist die älteste Parkanlage Wiens und wurde ab 1860 auf dem Gelände des vormaligen Wasserglacis von Joseph Sellény und Rudolph Siebeck geplant. 1863 wurde eine Eisengittereinfriedung errichtet und im selben Jahr wurde der Kinderpark errichtet. Mit der Wienflussregulierung um 1900 wurde auch das Portal von Friedrich Ohmann und Josef Hackhofer errichtet. Im Park befinden sich zahlreiche Denkmäler, Naturdenkmäler und Brunnen. Der Denkmalschutz bezieht sich auch auf die im Park liegende U-Bahn-Station Stadtpark, auf das 1906/07 von Josef Bittner errichtete Gebäude der Stadtgartendirektion, sowie auf die 1901–1903 errichtete Meierei von Ohmann/Hackhofer. Anmerkung: Der Teil rechts des Wienflusses – mit Kinderpark, Station Stadtpark, Stadtgartendirektion und Meierei – liegt schon im 3. Bezirk, der Eintrag ist aber im 1. Bezirk verortet. | BDA-Hist.: Q688588 Status: Bescheid Stand der BDA-Liste: 2025-06-30 Name: Stadtpark und Kinderpark samt Baulichkeiten GstNr.: 1343/1, 1343/2, 1343/4, 3209/2, 1899/1, 1955, 3210, 992/3, 992/1, 992/4, 992/7 Stadtpark, Vienna                 |
| ja   | Datei hochladen | Bräuner-Hof HERIS-ID: 76780 Objekt-ID: 90374                                                                                  | Stallburggasse 2 Standort KG: Innere Stadt                                                 | Das secessionistische Wohn- und Geschäftshaus wurde 1910/11 von Arnold Heymann erbaut. Es weist einen seichten Risaliten und abgerundete Ecken auf. Oberhalb der metallverkleideten Geschäftszone wird die Oberzone durch eine Putzfassade mit Lisenen und Parapetfeldern gegliedert, die Parapete im Mittelrisaliten sind mit Reliefs geschmückt. Die Eckbalkone sind rund. Das Foyer ist mit Marmorplatten verkleidet und weist Lisenen mit Puttoreliefs auf. Im Erdgeschoß befindet sich das Café Bräunerhof. | BDA-Hist.: Q38146039 Status: Bescheid Stand der BDA-Liste: 2025-06-30 Name: Bräuner-Hof GstNr.: 1136 Bräunerhof |
| ja   | Datei hochladen | Wohn- und Geschäftshaus, Palais Attems HERIS-ID: 76499 Objekt-ID: 90075seit 2021                                              | Stallburggasse 4 Standort KG: Innere Stadt                                                 | Das auf drei Seiten freistehende späthistoristische Wohn- und Geschäftshaus wurde 1901 von Ludwig Richter für Maximilian Attems-Gilleis erbaut. Die neubarocke Putzfassade mit neobarockem Dekor weist korinthische Riesenpilaster an den seichten Risaliten auf. Die Fenstergliederung ist additiv mit schmiedeeisernen Balkonen zur Stallburggasse hin. Die Ecke zur Bräunergasse ist abgeschrägt, an den Ecken befinden sich dreigeschoßige Erker. Die Längsseite ist mit einem geschwungenen Attikagiebel bekrönt, die Seitenrisaliten mit Attikapavillons. Zu den Stiegenhäusern und dem Innenhof sind die Holztüren mit Ätzgläsern original erhalten, ebenso befinden sich Ätzgläser an den Aufzugstüren hinter neobarocken Aufzugsgittern. Anmerkung: Identadressen Bräunerstraße 12, Habsburgergasse 9 | BDA-Hist.: Q104622708 Status: Bescheid Stand der BDA-Liste: 2025-06-30 Name: Wohn- und Geschäftshaus, Palais Attems GstNr.: 1137 Stallburggasse 4                                                                                              |
| ja   | Datei hochladen | Wohnhaus, Zum Mohren, Apotheke Zum weißen Storchen HERIS-ID: 47450 Objekt-ID: 50522seit 2019                                  | Steindlgasse 2 Standort KG: Innere Stadt                                                   | Das auf drei Seiten freistehende Gebäude mit schmaler Haupt- und langen Seitenfassaden stammt aus der zweiten Hälfte des 17. Jahrhunderts und wurde 1871 strenghistoristisch fassadiert. Aus dem Jahr 1871 stammt auch die Apotheke, die noch original eingerichtet ist. An einer vorspringenden Ecke zur Kleeblattgasse hin befindet sich ein Tondo mit Madonnenrelief aus dem 17. Jahrhundert. Der Keller der Apotheke stammt aus dem 16. Jahrhundert und ist zweigeschoßig mit mächtigen übereinanderliegenden Tonnengewölben. Anmerkung: Identadressen Kleeblattgasse 1, Tuchlauben 9 | BDA-Hist.: Q105082338 Status: Bescheid Stand der BDA-Liste: 2025-06-30 Name: Wohnhaus, Zum Mohren, Apotheke Zum weißen Storchen GstNr.: 388 Tuchlauben 9                                                                                       |
| ja   | Datei hochladen | Gasthaus, Gösser Bierklinik, Zum goldenen Drachen HERIS-ID: 47451 Objekt-ID: 50523                                            | Steindlgasse 4 Standort KG: Innere Stadt                                                   | Das Haus wurde im dritten Viertel des 16. Jahrhunderts erbaut und später mehrfach umgebaut, zuletzt in den 1920er-Jahren nach dem Einzug der Gösser Bierklinik. Oberhalb der gebänderten Sockelzone mit Rundbogenportal erhebt sich eine Beletage mit gerade verdachten Fenstern, deren Sturzfelder Muscheldekor aufweisen, dekoriert sind auch die Parapetfelder in den Obergeschoßen. Oberhalb des Portals befindet sich eine Madonnenstatue in einer baldachinbekrönten Rundnische, die schmiedeeisernen Laternenhalterungen stammen aus dem 17. Jahrhundert. | BDA-Hist.: Q38027144 Status: Bescheid Stand der BDA-Liste: 2025-06-30 Name: Gasthaus, Gösser Bierklinik, Zum goldenen Drachen GstNr.: 389 Gösser Bierklinik                                                                                    |
| ja   | Datei hochladen | Bürgerhaus und Pfarrhof, Zur Goldenen Schlange, ehem. Stanislaus-Kostka-Wohnhaus mit Kapelle HERIS-ID: 40835 Objekt-ID: 40890 | Steindlgasse 6 Standort KG: Innere Stadt                                                   | Das Haus wurde Mitte des 16. Jahrhunderts erbaut, die Wohnung von Stanislaus Kostka wurde 1583 als Kapelle eingerichtet und 1742 barock ausgestattet. 1757 wurde das Gebäude aufgestockt und die Fassade neu gestaltet. Oberhalb einer gebänderten Sockelzone mit Korbbogenportal erhebt sich die Oberzone mit Eckbänderung und gerade verdachten Fenstern, die in den Sturzfeldern schlicht dekoriert sind. In der Kurrentgasse wird die Kapelle durch ein vergittertes Fenster mit gesprengtem Dreiecksgiebel auf Volutenkonsolen mit Engelsfiguren und Kartusche angezeigt. Die Kapelle ist ein von einer Segmentbogentonne überwölbter Saalraum mit reicher Stuckierung und Stuckmarmorverkleidung. Anmerkung: Identadresse Kurrentgasse 2 | BDA-Hist.: Q37996723 Status: Bescheid Stand der BDA-Liste: 2025-06-30 Name: Bürgerhaus und Pfarrhof, Zur Goldenen Schlange, ehem. Stanislaus-Kostka-Wohnhaus mit Kapelle GstNr.: 390 Steindlgasse 6, Vienna                                    |
| ja   | Datei hochladen | Ehem. Virgilkapelle, Magdalenenkapelle HERIS-ID: 56759 Objekt-ID: 66324                                                       | bei Stephansplatz 1 Standort KG: Innere Stadt                                              | Die Virgilkapelle, eine unterirdische Gruft neben dem Stephansdom in Wien, ist eine Krypta von rechteckiger Form (etwa 6 m × 10 m) mit sechs Nischen. Sie liegt heute etwa 12 m unter dem Niveau des Stephansplatzes. | BDA-Hist.: Q1516408 Status: § 2a Stand der BDA-Liste: 2025-06-30 Name: Ehem. Virgilkapelle, Magdalenenkapelle GstNr.: 1711 Vergilius Chapel |
| ja   | Datei hochladen | Stephansdom, Dom- und Metropolitankirche St. Stephan HERIS-ID: 47351 Objekt-ID: 50321                                         | Stephansplatz 1 Standort KG: Innere Stadt                                                  | Der Stephansdom (eigentlich: Domkirche St. Stephan zu Wien) am Wiener Stephansplatz ist seit 1365 Domkirche (Sitz eines Domkapitels), seit 1469/1479 Kathedrale (Bischofssitz) und seit 1723 Metropolitankirche des Erzbischofs von Wien. Der Dom in seiner heutigen Form wurde zwischen der Mitte des 12. und dem Anfang des 16. Jahrhunderts erbaut. Die älteren Teile um das Hauptportal (Riesentor) sind romanisch, während Langhaus und Türme im gotischen Stil erbaut wurden. Um 1520 wurde der Bau aufgegeben, der Nordturm ist daher unvollendet. | BDA-Hist.: Q5943 Status: § 2a Stand der BDA-Liste: 2025-06-30 Name: Stephansdom, Dom- und Metropolitankirche St. Stephan GstNr.: 817, 818 St. Stephen's Cathedral, Vienna                                                                      |
| ja   | Datei hochladen | Erzbischöfliches Churhaus samt Kapelle HERIS-ID: 40836 Objekt-ID: 40891                                                       | Stephansplatz 3, 3A Standort KG: Innere Stadt                                              | Errichtet wurde dieses freistehende Palais auf unregelmäßigem Grundstück 1738–1740 von Daniel Christoph Dietrich und Johann Gottfried Pock. Das ehemals darin befindliche Priesterseminar wurde 1758 gegründet. 1806 wurde das Gebäude aufgestockt. Zum Stephansplatz hin hat es einen Mittelrisaliten und flache Eckrisalite, in den Trakten dazwischen befinden sich bemerkenswert ausgestaltete Schulterbogenportale, die von jeweils zwei weiblichen Sitzfiguren bekrönt werden, die die theologischen Tugenden symbolisieren. | BDA-Hist.: Q37996732 Status: § 2a Stand der BDA-Liste: 2025-06-30 Name: Erzbischöfliches Churhaus samt Kapelle GstNr.: 823 Erzbischöfliches Churhaus, Vienna                                                                                   |
| ja   | Datei hochladen | Domherrenhof HERIS-ID: 5721 Objekt-ID: 1592                                                                                   | Stephansplatz 5, 5A Standort KG: Innere Stadt                                              | Das Gebäude wurde 1837–1842 von Leopold Mayr erbaut. Es ist ein dreiseitig freistehendes Durchhaus zur Domgasse mit zwei Innenhöfen. | BDA-Hist.: Q37848118 Status: § 2a Stand der BDA-Liste: 2025-06-30 Name: Domherrenhof GstNr.: 825 Domherrenhof, Vienna |
| ja   | Datei hochladen | Zwettlerhof, Großer Zwettlhof, Dom- und Diözesanmuseum/Missionsbuchhandlung HERIS-ID: 23877 Objekt-ID: 20245                  | Stephansplatz 6 Standort KG: Innere Stadt                                                  | Dieses Durchhaus zur Wollzeile wurde 1842–1844 von Leopold Mayr erbaut und ist ein Übergangswerk vom Spätklassizismus zum Frühhistorismus. Über einem gebänderten Erdgeschoß mit Rundbogenfenstern erhebt sich die Oberzone mit additiv gegliederten Fenstern mit gerader Verdachung. | BDA-Hist.: Q98558940 Status: § 2a Stand der BDA-Liste: 2025-06-30 Name: Zwettlerhof, Großer Zwettlhof, Dom- und Diözesanmuseum/Missionsbuchhandlung GstNr.: 815 Großer Zwettlhof                                                               |
| ja   | Datei hochladen | Haas-Haus HERIS-ID: 76456 Objekt-ID: 90022seit 2013                                                                           | Stephansplatz 12 Standort KG: Innere Stadt                                                 | Das Haas-Haus ist das dritte Haus dieses Namens an dieser Stelle und stammt aus dem Jahr 1990 von Hans Hollein. Das Haus hat eine abgerundete Fassade mit turmartiger Ecke, sie ist kontrastreich mit Marmor, Stahl und Glas gestaltet. Anmerkung: Identadresse Stock-im-Eisen-Platz 4 | BDA-Hist.: Q697572 Status: Bescheid Stand der BDA-Liste: 2025-06-30 Name: Haas Haus GstNr.: 592 Haas-Haus |
| ja   | Datei hochladen | Wohnhaus Zu den sieben Sternen HERIS-ID: 63784 Objekt-ID: 76472                                                               | Sterngasse 2 Standort KG: Innere Stadt                                                     | Der Hausname wurde bereits 1473 urkundlich genannt. Das heutige Haus wurde 1837/38 von Anton Grünn erbaut. Es ist ein spätklassizistisches Eckhaus mit additiver Fensterreihung, die Fenster haben profilierte Rahmungen, sowie dreieckige und gerade Verdachungen. Es hat ein Rundbogenportal mit einem Konsolsturz. | BDA-Hist.: Q38104280 Status: Bescheid Stand der BDA-Liste: 2025-06-30 Name: Wohnhaus Zu den sieben Sternen GstNr.: 490 Zu den sieben Sternen, Vienna                                                                                           |
| ja   | Datei hochladen | Wiener Neustädter Hof HERIS-ID: 63918 Objekt-ID: 76608                                                                        | Sterngasse 3 Standort KG: Innere Stadt                                                     | Dieser barocke Stiftshof hat eine geknickte Hauptfassade und ist viergeschoßig. Er steht an der Stelle eines ehemaligen mittelalterlichen Durchhauses vom Kienmarkt zum Berghof und Hohen Markt. Erbaut wurde es 1735–1737 für den Abt Benedikt Hell von Johann Pauli. | BDA-Hist.: Q38104715 Status: § 2a Stand der BDA-Liste: 2025-06-30 Name: Wiener Neustädter Hof GstNr.: 535 Wiener Neustädter Hof |
| ja   | Datei hochladen | Marc-Aurel-Hof HERIS-ID: 64242 Objekt-ID: 76949                                                                               | Sterngasse 4 Standort KG: Innere Stadt                                                     | Das späthistoristische Mietshaus in neobarocken Formen wurde 1891 von Arnold Lotz erbaut. Es hat einen überkuppelten Eckturm mit Laterne und einer Standfigur Marc Aurels im vierten Geschoß. Das pilastergerahmte Sprenggiebelportal hat eine Holztüre in Rokokoformen. | BDA-Hist.: Q38105983 Status: § 2a Stand der BDA-Liste: 2025-06-30 Name: Marc-Aurel-Hof GstNr.: 489 Marc-Aurel-Hof |
| ja   | Datei hochladen | Wohn- und Geschäftshaus HERIS-ID: 25877 Objekt-ID: 22326                                                                      | Sterngasse 6A Standort KG: Innere Stadt                                                    | Das späthistoristische Wohn- und Geschäftshaus wurde 1892 von Friedrich Schön erbaut. Die von einem stuckierten Kordongesims nach oben abgeschlossene Hauptzone ist im Sichtziegelstil ausgeführt, die Beletagefenster haben rhythmisierende Giebelverdachungen und Balusterparapete. | BDA-Hist.: Q37897087 Status: Bescheid Stand der BDA-Liste: 2025-06-30 Name: Wohn- und Geschäftshaus GstNr.: 477/1 Sterngasse 6a, Vienna |
| ja   | Datei hochladen | Palais Equitable HERIS-ID: 22680 Objekt-ID: 19018seit 2017                                                                    | Stock-im-Eisen-Platz 3 Standort KG: Innere Stadt                                           | Das späthistoristische Büro- und Geschäftshaus wurde 1887–1891 von Andreas Streit für die Lebensversicherung Equitable erbaut. Es ist ein dreiseitig freistehender Bau mit überkuppeltem Mittelrisaliten und einer reich dekorierten verschiedenfärbig steinverkleideten Fassade. Der Mittelrisalit weist in der Hauptzone ionische Kolossalsäulen auf, denen in den Seitenachsen ionische Riesenpilaster entsprechen. Die auf den Sagenkreis des Stocks im Eisen Bezug nehmenden Bronzeplastiken stammen von Victor Tilgner. Das Portal ist mit reichem Portalschmuck ausgestattet und von überlebensgroßen allegorischen Figuren flankiert. Im Giebelfeld ist ein vollplastischer amerikanischer Wappenadler, darüber eine weitere allegorische Figurengruppe. Das prächtige und reich ausgestattete Stiegenhaus ist mit Marmor ausgekleidet, im Vorraum befindet sich ein Deckengemälde mit allegorischer Szene. Der Innenhof ist (einzigartig in Wien) vollständig mit Fliesen und Majolika verkleidet.         | BDA-Hist.: Q873416 Status: Bescheid Stand der BDA-Liste: 2025-06-30 Name: Palais Equitable GstNr.: 1082 Palais Equitable |
| ja   | Datei hochladen | Hauszeichen, Stock im Eisen HERIS-ID: 22993 Objekt-ID: 19340 Wien Kulturgut: 48307                                            | Stock-im-Eisen-Platz 3 Standort KG: Innere Stadt                                           | Der älteste noch erhaltene Nagelbaum wurde ab der Zeit um 1440 benagelt und ist in einer Nische des Palais Equitable untergebracht. | BDA-Hist.: Q25629422 Status: Bescheid Stand der BDA-Liste: 2025-06-30 Name: Hauszeichen, Stock im Eisen GstNr.: 1082 Stock im Eisen (Vienna)                                                                                                   |
| ja   | Datei hochladen | Wohn- und Geschäftshaus HERIS-ID: 24371 Objekt-ID: 20758                                                                      | Stoß im Himmel 1 Standort KG: Innere Stadt                                                 | Das strenghistoristische Wohn- und Geschäftshaus wurde 1881/82 von Ferdinand Hauser erbaut. Die Fassade entspricht dem Typ der Neu-Wiener-Renaissance. Über einer zweigeschoßigen Geschäftszone erhebt sich eine erkergegliederte und balkonbesetzte Oberzone mit additiv gegliederten Fenstern, die von Pilastern verschiedenen Typs (hierarchisch aufsteigend) flankiert werden. Die barocke Madonnenskulptur auf Wolkenkonsole mit Cherubskopf in der Portalachse am Stoß im Himmel stammt wahrscheinlich vom barocken Vorgängerbau. Anmerkung: Identadresse Wipplingerstraße 10 | BDA-Hist.: Q37884159 Status: Bescheid Stand der BDA-Liste: 2025-06-30 Name: Wohn- und Geschäftshaus GstNr.: 429 |
| ja   | Datei hochladen | Miethaus, Zum Stoß im Himmel HERIS-ID: 25479 Objekt-ID: 21907                                                                 | Stoß im Himmel 3 Standort KG: Innere Stadt                                                 | Das palaisartige spätbarocke Mietshaus ist aus mehreren Vorgängerbauten zusammengewachsen, die Fassade stammt aus dem Jahr 1768. In der Mitte befindet sich ein übergiebelter, flacher Risalit. Über einem gebänderten Sockelgeschoß erhebt sich ein genutetes erstes Obergeschoß mit reich dekorierten Fenstersturzfeldern (Rocaille und Blumenranken), oberhalb davon ist die Fassade lisenengegliedert, das zweite Obergeschoß hat verkröpfte Fensterverdachungen. Das segmentbogig verdachte Korbbogenportal hat innerhalb reicher Stuckdekoration einen spätgotischen Stein mit der Inschrift IHS. | BDA-Hist.: Q37894116 Status: Bescheid Stand der BDA-Liste: 2025-06-30 Name: Miethaus, Zum Stoß im Himmel GstNr.: 428 Stoß-im-Himmel-Haus |
| ja   | Datei hochladen | Schule HERIS-ID: 63968 Objekt-ID: 76659                                                                                       | Stubenbastei 3 Standort KG: Innere Stadt                                                   | Dieses strenghistoristische Schulgebäude wurde 1867 erbaut und weist eine Fassade mit additiven Giebelfenstern und Pilasterportalen auf. Anmerkung: Identadresse Zedlitzgasse 9 | BDA-Hist.: Q38104883 Status: § 2a Stand der BDA-Liste: 2025-06-30 Name: Schule GstNr.: 1355 Volksschule Stubenbastei |
| ja   | Datei hochladen | Bundesrealgymnasium HERIS-ID: 22003 Objekt-ID: 18329                                                                          | Stubenbastei 6-8 Standort KG: Innere Stadt                                                 | Das späthistoristische Schulgebäude wurde 1911 nach Plänen von Hans Miksch und Julian Niedzielski errichtet. Über einer zweigeschoßigen genuteten Sockelzone erhebt sich eine lisenengegliederte Oberzone mit Ecknutung. Der flache Mittelrisalit zur Stubenbastei ist mit einem Attikageschoß bekrönt. Das Vestibül weist eine Kassettendecke und eine Mitteltreppe mit neobarocke Steinbalustrade auf. | BDA-Hist.: Q1558243 Status: Bescheid Stand der BDA-Liste: 2025-06-30 Name: Bundesrealgymnasium GstNr.: 886/1 Gymnasium Stubenbastei |
| ja   | Datei hochladen | Wientalverbauung, Stubenbrücke HERIS-ID: 83795 Objekt-ID: 97847                                                               | Stubenbrücke Standort KG: Innere Stadt                                                     | Die Eisenbrücke wurde 1897–1900 von Friedrich Ohmann und Josef Hackhofer im Zuge der Wienflussregulierung erbaut. 1945 wurde sie zur Straßenbrücke mit Gehsteigen umgebaut. Sie hat 4 Hauptträger und zwei niedrigere Randträger mit ornamentierter Blechplattenverkleidung, das Brückengeländer entspricht dem Gitterwerk der Uferbrüstung. An den Brückenenden befinden sich jeweils zwei Steinpostamente. | BDA-Hist.: Q2358055 Status: § 2a Stand der BDA-Liste: 2025-06-30 Name: Wientalverbauung, Stubenbrücke GstNr.: 1899/1, 1955, 1726/1, 2941/1 Stubenbrücke                                                                                        |
| ja   | Datei hochladen | Ehem. Kriegsministerium, Regierungsgebäude HERIS-ID: 47372 Objekt-ID: 50380                                                   | Stubenring 1 Standort KG: Innere Stadt                                                     | Dieser 250 Meter lange Monumentalbau wurde 1909–1913 von Ludwig Baumann erbaut. Er gilt als Hauptwerk des „Restaurationshistorismus“ (auch „Maria-Theresien-Stil“), der eine konservative Gegenströmung zum Jugendstil darstellte. Der von zwei Seitenrisaliten begrenzte Mittelrisalit weist Halbsäulenkolonnaden auf. Die Parterrefenster sind mit steinernen Soldatenköpfen von Wilhelm Hejda dekoriert, die römischen Legionäre an den Portalgiebeln stammen von Othmar Schimkowitz. Im Attikageschoß befinden sich ein kolossaler bronzener Doppeladler von Emanuel Peindl und seitlich davon Giebelreliefs (Der Kampf und Die Belohnung des Siegers) von Hans Bitterlich. Der Denkmalschutz bezieht sich auch auf die 2500 Kugelbeleuchtungskörper. | BDA-Hist.: Q1687018 Status: § 2a Stand der BDA-Liste: 2025-06-30 Name: Ehem. Kriegsministerium, Regierungsgebäude GstNr.: 1870/8 Regierungsgebäude, Vienna                                                                                     |
| ja   | Datei hochladen | Radetzky-Denkmal HERIS-ID: 24546 Objekt-ID: 20947 Wien Kulturgut: 47965                                                       | vor Stubenring 1 Standort KG: Innere Stadt                                                 | Das Reiterstandbild des Feldmarschalls Josef Wenzel Radetzky von Radetz stammt von Georg Niemann (Architektur) und Kaspar von Zumbusch (Figur und Reliefs) aus dem Jahr 1892. Er befindet sich auf einem roten abgetreppten Marmorsockel, der eine bronzene Inschriftentafel mit Doppeladler und zwei Bronzereliefs (Radetzky im Kriegsrat, Radetzky mit Soldaten) aufweist. | BDA-Hist.: Q18412406 Status: § 2a Stand der BDA-Liste: 2025-06-30 Name: Radetzky-Denkmal GstNr.: 1870/1 Radetzky-Denkmal (Wien) |
| ja   | Datei hochladen | Universität für Angewandte Kunst HERIS-ID: 47373 Objekt-ID: 50381                                                             | Stubenring 3 Standort KG: Innere Stadt                                                     | Die ehemalige Kunstgewerbeschule wurde von Heinrich von Ferstel 1875–1877 erbaut. Der blockhafte Backsteinbau, dessen Räume um ein zentrales Gangsystem angeordnet sind, ist einer der wenigen Nutzbauten unter den klassischen Ringstraßenbauten. Er ist in den Formen der italienischen Renaissance gehalten und mit dem Museum für Angewandte Kunst über einen Trakt verbunden. An diesem Verbindungsbau gibt es den Minerva-Brunnen von Ferdinand Laufenberger aus dem Jahr 1873. | BDA-Hist.: Q877686 Status: Bescheid Stand der BDA-Liste: 2025-06-30 Name: Universität für Angewandte Kunst GstNr.: 1360/2, 1360/22, 1360/23 University of Applied Arts Vienna                                                                  |
| ja   | Datei hochladen | Wohn- und Geschäftshaus HERIS-ID: 81496 Objekt-ID: 95274                                                                      | Stubenring 4 Standort KG: Innere Stadt                                                     | Dieses späthistoristische Wohnhaus mit additiven Giebelfenstern und einem Mittelrisaliten zwischen Balkonen wurde 1905/06 von Max Fleischer erbaut. | BDA-Hist.: Q38175906 Status: Bescheid Stand der BDA-Liste: 2025-06-30 Name: Wohn- und Geschäftshaus GstNr.: 790/28 Stubenring 4 |
| ja   | Datei hochladen | Museum für angewandte Kunst (MAK) HERIS-ID: 40838 Objekt-ID: 40893                                                            | Stubenring 5 Standort KG: Innere Stadt                                                     | Das Gebäude für das weltweit zweitälteste Kunstgewerbemuseum wurde 1866–1871 von Heinrich von Ferstel erbaut. Es folgt dem Typus eines genuesischen Palastes mit einem als Mittelrisalit hervorspringenden Mitteltrakt und zwei zweigeschoßigen Seitentrakten. Das Äußere ist mit Sichtziegelfassade ausgeführt und weist ein ionisches Ädikulaportal auf. Der Arkadenhof mit Stichkappen und dorischen sowie ionischen Säulen im Inneren ist aufwändig gestaltet. 1906–1908 wurde von Ludwig Baumann ein Erweiterungsbau zur Weiskirchnerstraße hin errichtet, der sich an die Ferstelschen Formen anlehnt, aber secessionistische Dekorelemente aufweist. | BDA-Hist.: Q478455 Status: § 2a Stand der BDA-Liste: 2025-06-30 Name: Museum für angewandte Kunst (MAK) GstNr.: 1360/1, 1360/11, 1360/13 Österreichisches Museum für Angewandte Kunst                                                          |
| ja   | Datei hochladen | Wohn- und Geschäftshaus HERIS-ID: 59666 Objekt-ID: 71148                                                                      | Stubenring 6 Standort KG: Innere Stadt                                                     | Dieses späthistoristische Eckhaus mit neobarocken Formen stammt von Leopold Fuchs und wurde 1905 erbaut. Besonders markant ist der überkuppelte Eckrundturm. Im Stiegenhaus befinden sich secessionistische Stuckmotive und Fenster. | BDA-Hist.: Q38088189 Status: Bescheid Stand der BDA-Liste: 2025-06-30 Name: Wohn- und Geschäftshaus GstNr.: 790/27 Stubenring 6 |
| ja   | Datei hochladen | Bundeskammer der gewerbl. Wirtschaft, ehem. Kammer f. Handel, Gewerbe u. Industrie HERIS-ID: 47371 Objekt-ID: 50378           | Stubenring 8-10 Standort KG: Innere Stadt                                                  | Die ehemalige Handelskammer wurde 1905–1907 von Ludwig Baumann errichtet. Sie ist ein Teil des Ensembles um den Georg-Coch-Platz mit späthistoristischen und secessionistischen Formen. Es handelt sich um einen freistehenden Baublock mit Seitenrisaliten. Im hohen Sockelgeschoßes befinden sich Souterrainfenster mit Bleireliefs von Jakob Gruber und Emmerich Alexius Swoboda, das Portal weist mit Pilaster gekoppelte dorische Säulen auf, die in einem überecklaufenden Balkongesims enden. Die Löwenreliefs an den Säulen stammen von Emmerich Alexius Swoboda und Carl Wollek, der Triglyphenfries von Othmar Schimkowitz. An den Risaliten befinden sich ionische Riesenhalbsäulen, die ringseitig in Karyatiden (von Schimkowitz) übergehen. Von Schimkowitz stammen auch die Attikaskulpturen (ein Schiffsbug mit Putten und allegorische Figuren von Handel und Industrie). Bemerkenswert ist auch das Stiegenhaus in secessionistischen Formen mit dreiarmiger Freitreppe mit Schmiedeisengeländer. | BDA-Hist.: Q38026673 Status: Bescheid Stand der BDA-Liste: 2025-06-30 Name: Bundeskammer der gewerbl. Wirtschaft, ehem. Kammer f. Handel, Gewerbe u. Industrie GstNr.: 790/22 Former Wirtschaftskammer Wien building, Stubenring               |
| ja   | Datei hochladen | Wohn- und Geschäftshaus HERIS-ID: 60803 Objekt-ID: 73182                                                                      | Stubenring 14 Standort KG: Innere Stadt                                                    | Dieses späthistoristische Eckhaus mit turmartiger Eckabrundung wurde 1904/05 von Jakob Gartner erbaut. | BDA-Hist.: Q38093119 Status: Bescheid Stand der BDA-Liste: 2025-06-30 Name: Wohn- und Geschäftshaus GstNr.: 790/17 Stubenring 14 |
| ja   | Datei hochladen | Wohn- und Geschäftshaus HERIS-ID: 82280 Objekt-ID: 96096                                                                      | Stubenring 16 Standort KG: Innere Stadt                                                    | Dieses späthistoristische Wohnhaus mit flachen Seitenrisaliten wurde 1904 von Johann Eustacchio erbaut. | BDA-Hist.: Q38178179 Status: Bescheid Stand der BDA-Liste: 2025-06-30 Name: Wohn- und Geschäftshaus GstNr.: 790/16 |
| ja   | Datei hochladen | Wohn- und Geschäftshaus HERIS-ID: 60711 Objekt-ID: 73088                                                                      | Stubenring 18 Standort KG: Innere Stadt                                                    | Das späthistoristische Eckhaus wurde 1900 von Carl Mayer erbaut. Es ist in den Formen der Neu-Wiener Renaissance erbaut und weist Halbsäulen- und Pilastergliederung sowie vor allem ein original erhaltenes steiles Walmdach auf. Bemerkenswert ist auch das stuccolustro-verkleidete Foyer. | BDA-Hist.: Q38092845 Status: Bescheid Stand der BDA-Liste: 2025-06-30 Name: Wohn- und Geschäftshaus GstNr.: 790/15 Stubenring 18 |
| ja   | Datei hochladen | Wohn- und Geschäftshaus HERIS-ID: 60843 Objekt-ID: 73223seit 2015                                                             | Stubenring 22 Standort KG: Innere Stadt                                                    | Dieses späthistoristische Haus wurde 1900–1902 von Alexander Neumann erbaut. Es weist Seitenrisalite mit polygonalen Erkern sowie Balkone und additiv gereihte Giebelfenster auf. Bemerkenswert ist das marmorverkleidete Foyer mit Pilastern und Stuckmasken. | BDA-Hist.: Q38093275 Status: Bescheid Stand der BDA-Liste: 2025-06-30 Name: Wohn- und Geschäftshaus GstNr.: 790/3 |
| ja   | Datei hochladen | Wohn- und Geschäftshaus mit Café Prückel und Geschäftsportal HERIS-ID: 47370 Objekt-ID: 50376                                 | Stubenring 24 Standort KG: Innere Stadt                                                    | Das an drei Seiten freistehende Miethaus wurde 1902 von Jakob Gartner erbaut. Die Fassade in mächtigen neobarocken Formen weist einen segmentbogenartigen Mittelrisaliten zum Platz hin und abgerundete Ecken mit Turmhelmen auf. Das darin befindliche Café Prückel (vormals: Café Lurion) ist eines der letzten Ringstraßen-Kaffeehäuser. Besondere Bekanntheit genießt das Kaffeehaus wegen seiner Einrichtung im Stil der 1950er Jahre von Oswald Haerdtl. Anmerkung: Identadressen Biberstraße 2, Dr. Karl-Lueger-Platz 6, | BDA-Hist.: Q108799213 Status: Bescheid Stand der BDA-Liste: 2025-06-30 Name: Wohn- und Geschäftshaus mit Café Prückel und Geschäftsportal GstNr.: 790/2 Dr.-Karl-Lueger-Platz 6                                                                |
| ja   | Datei hochladen | Kapuzinerkirche hl. Maria zu den Engeln mit Kloster und Kapuzinergruft HERIS-ID: 64475 Objekt-ID: 77198                       | Tegetthoffstraße 2 Standort KG: Innere Stadt                                               | Die Kirche wurde 1617 von Kaiserin Anna gestiftet und 1622–1633 erbaut. Sie hat eine schlichte frühbarocke Fassade, die in dieser Form aus den Jahren 1933–1936 stammt, wenn auch teilweise als Rekonstruktion älterer Formen. Die Inneneinrichtung stammt größtenteils aus der Mitte des 18. Jahrhunderts, die zwei Kaiserstatuen (Matthias und Ferdinand III.) allerdings wurden in den 1630er-Jahren angefertigt. Die Gruft ist eine der bedeutendsten Grabliegen eines europäischen Herrscherhauses der frühen Neuzeit. Nach dem Bau der Kirche wurden die Leichen der Stifter überführt, 1639 wurde sie von Ferdinand III. zur habsburgischen Erbbegräbnisstätte erklärt und erstmals erweitert. In den nächsten Jahrhunderten erfolgten noch mehrere Erweiterungen. Es gibt hier zahlreiche kunsthistorisch wertvolle Sarkophage, vor allem aus dem 18. Jahrhundert. | BDA-Hist.: Q697944 Status: § 2a Stand der BDA-Liste: 2025-06-30 Name: Kapuzinerkirche hl. Maria zu den Engeln mit Kloster und Kapuzinergruft GstNr.: 1108, 1109, 1114/1 Capuchin Church, Vienna                                                |
| ja   | Datei hochladen | Miethaus HERIS-ID: 63857 Objekt-ID: 76546                                                                                     | Teinfaltstraße 7 Standort KG: Innere Stadt                                                 | Das späthistoristische Wohnhaus mit reichem neobarocken Dekor wurde 1886 von Ferdinand Fellner und Hermann Helmer erbaut. An der abgeschrägten Ecke befindet sich ein dreigeschoßiger Erker, das dekorative Knickgiebelportal wird von zwei Balkonen auf Atlanten und Hermen mit Schmiedeeisengitter bekrönt. | BDA-Hist.: Q38104481 Status: Bescheid Stand der BDA-Liste: 2025-06-30 Name: Miethaus GstNr.: 118 Teinfaltstraße 7 |
| ja   | Datei hochladen | Ehem. Bodencredit-Anstalt HERIS-ID: 40839 Objekt-ID: 40896                                                                    | Teinfaltstraße 8, 8A, 10 Standort KG: Innere Stadt                                         | Dieses Gebäude wurde 1885–1887 von Emil von Förster erbaut. Es ist ein bemerkenswertes späthistoristisches Gebäude, das sich auch in städtebaulich exponierter Lage mit Café Landtmann und Burgtheater befindet. Vorbild sind florentinische Palais (Palazzo Medici Riccardi, Palazzo Strozzi). Das ganze Gebäude ist bossiert und mit Rundbogenfenstern ausgestaltet, zur Teinfaltstraße hin weist es einen seichten Mittelrisaliten auf. Im Inneren sind das pilastergegliederte Vestibül mit Stuckkassettendecke, die zweiarmige Prunkstiege und der ehemalige zentrale Kassensaal bemerkenswert. Erweiterungen erfolgten 1904–1907 sowie 1915 (von Alois Augenfeld) Anmerkung: Identadressen Löwelstraße 20, Oppolzergasse 1–3, Schreyvogelgasse 1 | BDA-Hist.: Q37996757 Status: Bescheid Stand der BDA-Liste: 2025-06-30 Name: Ehem. Bodencredit-Anstalt, Botschaft des Königreichs Norwegen GstNr.: 120, 122/1 Teinfaltstraße Library                                                            |
| ja   | Datei hochladen | Hotel Tigra HERIS-ID: 40841 Objekt-ID: 40898                                                                                  | Tiefer Graben 16 Standort KG: Innere Stadt                                                 | Das hochbarocke Wohnhaus wurde zwischen 1720 und 1730 erbaut, 1989 erhielt es einen zurückgesetzten Dachausbau. Über einem gebänderten Sockel sind die Obergeschoßachsen durch Bandlwerkstuck verbunden. | BDA-Hist.: Q37996767 Status: Bescheid Stand der BDA-Liste: 2025-06-30 Name: Hotel Tigra GstNr.: 326 Tiefer Graben 16, Vienna |
| ja   | Datei hochladen | Hotel Tigra HERIS-ID: 40842 Objekt-ID: 40899                                                                                  | Tiefer Graben 18 Standort KG: Innere Stadt                                                 | Das kleine barocke Wohnhaus wurde nach 1715 erbaut, um 1840 neu fassadiert und 1989 mit einem zurückgesetzten Dachausbau versehen. Die genutete Fassade weist Ortsteinquaderung auf, der Dekor in den Parapetfeldern und Fensterstürzen ist frühhistoristisch. | BDA-Hist.: Q37996776 Status: Bescheid Stand der BDA-Liste: 2025-06-30 Name: Hotel Tigra GstNr.: 327 Tiefer Graben 18, Vienna |
| ja   | Datei hochladen | Wohn- und Geschäftshaus HERIS-ID: 47452 Objekt-ID: 50524                                                                      | Tuchlauben 3 Standort KG: Innere Stadt                                                     | Das auf drei Seiten freistehende neoklassizistische Bürohaus wurde 1909/10 von Ernst Spielmann und Alfred Teller erbaut. Über einem dreigeschoßigen Sockel mit Verkleidung aus schwarzem Glas setzt sich die Oberzone mit einem durchlaufenden Balkon ab. Die Fassade ist geriffelt, zwischen den Fenstern befinden sich Majolikafelder mit neoklassizistischem Dekor. Anmerkung: Identadresse Bognergasse 2 | BDA-Hist.: Q38027151 Status: Bescheid Stand der BDA-Liste: 2025-06-30 Name: Wohn- und Geschäftshaus GstNr.: 383 Tuchlauben 3 |
| ja   | Datei hochladen | Wohnhaus, ehem. Hubhaus/Vizedomamt HERIS-ID: 47460 Objekt-ID: 50533                                                           | Tuchlauben 4 Standort KG: Innere Stadt                                                     | Das im Kern bis ins Spätmittelalter zurückgehende Haus wurde im zweiten Viertel des 18. Jahrhunderts umgebaut und erhielt seine monumentale palaisartige Fassade. Über einer hohen genuteten Sockelzone mit verkröpften Gesimsen erhebt sich eine Oberzone mit Plattendekor. Der Mittelrisalit ist durch ionische Riesenpilaster auf Lisenen gegliedert, die im Attikageschoß in gekoppelte Volutenkonsolen übergehen. Der Risalit wird von einem Dreiecksgiebel mit Ranken- und Muscheldekor bekrönt. Die Fassade zum Petersplatz entspricht der zur Tuchlauben. Im 19. Jahrhundert diente es als Amtsgebäude, u. a. war es 1823–1877 Sitz der Polizeioberdirektion. Anmerkung: Identadresse Petersplatz 7 | BDA-Hist.: Q38027218 Status: Bescheid Stand der BDA-Liste: 2025-06-30 Name: Wohnhaus, ehem. Hubhaus/Vizedomamt GstNr.: 575 |
| ja   | Datei hochladen | Bankgebäude, ehem. Hochholzerhof HERIS-ID: 40843 Objekt-ID: 40900                                                             | Tuchlauben 5 Standort KG: Innere Stadt                                                     | Das Altstadthaus geht bis ins 13. Jahrhundert zurück und wurde mehrfach umgebaut, stammt in der jetzigen Form aber aus den Jahren 1984–1986, als es unter Beibehaltung der gekrümmten hochbarocken Fassade (wahrscheinlich aus dem Jahr 1719) neu gebaut wurde. Das Korbbogenportal mit übereck gestellten Hermenpilastern wird von einer zu Voluten geschwungenen Verdachung mit Schlangenvasen und einer Kartusche in der Mitte bekrönt. Die Fensterachsen in den Obergeschoßen haben rhythmisch alternierende geschwungene Giebelverdachungen mit Muschel-, Kartuschen- und Maskendekor. In der Mitte befindet sich eine hochbarocke Immaculata-Statue, an der Seite der vorspringenden Fassade Wappenkartuschen. | BDA-Hist.: Q37996787 Status: Bescheid Stand der BDA-Liste: 2025-06-30 Name: Bankgebäude, ehem. Hochholzerhof GstNr.: 384 Hochholzerhof |
| ja   | Datei hochladen | Tuchmacherbrunnen HERIS-ID: 24526 Objekt-ID: 20924 Wien Kulturgut: 58787                                                      | vor Tuchlauben 8 Standort KG: Innere Stadt                                                 | Der Brunnen wurde 1926–1928 von Oskar Thiede errichtet. Auf einem achteckigen kannelierten Sockel, der sich oberhalb des Bassins als Rundpfeiler mit Fischkopfausgüssen fortsetzt, befindet sich die Bronzefigur eines Tuchmachers, der im Begriff ist, von einem Stoffballen abzuschneiden. | BDA-Hist.: Q37884813 Status: § 2a Stand der BDA-Liste: 2025-06-30 Name: Tuchmacherbrunnen GstNr.: 1656 Tuchmacherbrunnen, Vienna |
| ja   | Datei hochladen | Wohn- und Geschäftshaus, Kleeblatthaus HERIS-ID: 40844 Objekt-ID: 40901                                                       | Tuchlauben 11 Standort KG: Innere Stadt                                                    | Der monumentale, freistehende spätklassizistische Bau wurde 1837/38 von Joseph Kornhäusel erbaut und 1847 von Leopold Mayr adaptiert. Oberhalb der gebänderten Sockelzone sind die Geschoße durch Gesimse voneinander abgehoben. Der in einen Dreiecksgiebel übergehende flache Risalit wird durch dorische Pilaster gegliedert. Der Innenhof weist einen Halbkreisgrundriss auf und ist durch teilweise vermauerte Erdgeschoßarkaden gegliedert. | BDA-Hist.: Q37996798 Status: Bescheid Stand der BDA-Liste: 2025-06-30 Name: Wohn- und Geschäftshaus, Kleeblatthaus GstNr.: 397 Tuchlauben 11                                                                                                   |
| ja   | Datei hochladen | Moser-Hof HERIS-ID: 61010 Objekt-ID: 73410                                                                                    | Tuchlauben 14 Standort KG: Innere Stadt                                                    | Das späthistoristische Wohn- und Geschäftshaus wurde 1898/99 von Ferdinand Dehm und Franz Olbricht erbaut. Es ist in neobarocken Formen gehalten, weist aber auch schon teilweise frühsecessionistischen Fassadendekor auf. | BDA-Hist.: Q38093980 Status: Bescheid Stand der BDA-Liste: 2025-06-30 Name: Moser-Hof GstNr.: 558 |
| ja   | Datei hochladen | Bürgerhaus HERIS-ID: 56631 Objekt-ID: 66146                                                                                   | Tuchlauben 17 Standort KG: Innere Stadt                                                    | Der aus mehreren mittelalterlichen Gebäuden im 18. Jahrhundert zusammengewachsene Bau wurde von Ferdinand Fellner d. Ä. 1857 neu fassadiert. Die Fassade tritt aus der Straßenflucht weit hervor und ist durch Ädikulafenster additiv gegliedert, die in den Parapeten teilweise weibliche Liegefiguren aufweisen. Unterhalb des Daches befindet sich ein Rankenfries mit Masken und Greifen. | BDA-Hist.: Q38073114 Status: Bescheid Stand der BDA-Liste: 2025-06-30 Name: Bürgerhaus GstNr.: 401 |
| ja   | Datei hochladen | Wohn- und Geschäftshaus HERIS-ID: 61062 Objekt-ID: 73463                                                                      | Tuchlauben 18 Standort KG: Innere Stadt                                                    | Das späthistoristische Wohn- und Geschäftshaus wurde 1894 von Ferdinand Dehm und Franz Olbricht erbaut. Oberhalb eines zweigeschoßigen Sockels mit originalem Geschäftsportal auf der linken Seite erheben sich gebänderte und genutete Obergeschoße mit seitlichen doppelfenster und einem dreigeschoßigen Mittelerker. Das oberste Geschoß ist durch Hermenpilaster gegliedert. Die Rückfassade ist in entsprechenden Formen gehalten. Anmerkung: Identadresse Wildpretmarkt 7 | BDA-Hist.: Q38094174 Status: Bescheid Stand der BDA-Liste: 2025-06-30 Name: Wohn- und Geschäftshaus GstNr.: 556 |
| ja   | Datei hochladen | Bürgerhaus, Sommerhaus HERIS-ID: 40845 Objekt-ID: 40902                                                                       | Tuchlauben 19 Standort KG: Innere Stadt                                                    | Das Wiener Bürgerhaus weist Bauteile aus Romanik, Gotik, Renaissance und Barock auf. Es entstand im 13. und 14. Jahrhundert durch die Verbindung zweier Häuser (ursprünglich durch einen Schwibbogen). In den folgenden Jahrhunderten wurde es mehrfach erweitert und aufgestockt, die hochbarocke Fassade stammt aus dem Jahr 1716. Über einem reduzierten Erdgeschoß mit Rundbogenöffnungen und verdachtem Rundbogenportal zwischen toskanischen Pilastern erhebt sich die Oberzone mit vertikal durch Parapetfelder verbundene Fenster, die in der Mitte zu Doppelfenster zusammengefasst und durch kassettierte Riesenlisenen begrenzt sind. Oberhalb des mittleren Beletagefensters befindet sich ein gefastes Madonnenrelief. Bei Renovierungsarbeiten wurden 1979 mittelalterliche Fresken mit Motiven aus Dichtungen des Minnesängers Neidhart von Reuental gefunden, die daher als Neidhartfresken bekannt sind.                                                                                           | BDA-Hist.: Q37996809 Status: Bescheid Stand der BDA-Liste: 2025-06-30 Name: Bürgerhaus, Sommerhaus GstNr.: 408 Bürgerhaus "Zum Sommer" |
| ja   | Datei hochladen | Wohn- und Geschäftshaus, Zum schwarzen Bock HERIS-ID: 63411 Objekt-ID: 76073                                                  | Tuchlauben 21 Standort KG: Innere Stadt                                                    | Das secessionistische Wohnhaus wurde 1905 von Arnold Hatschek erbaut. Über der Geschäftszone und einem durchfensterten, lisenengegliederten Mezzanin erheben sich genutete Obergeschoße mit einem konvexen Mittelerker. Die Gesimse zum Mezzanin und zur Attikazone sind jeweils mit Blendbalustraden und Vasen auf Postamenten geschmückt. Der mit Ätzglas ausgestaltete Aufzug ist noch original erhalten. | BDA-Hist.: Q38103157 Status: Bescheid Stand der BDA-Liste: 2025-06-30 Name: Wohn- und Geschäftshaus, Zum schwarzen Bock GstNr.: 409 |
| ja   | Datei hochladen | Bürgerhaus HERIS-ID: 62678 Objekt-ID: 75251                                                                                   | Tuchlauben 23 Standort KG: Innere Stadt                                                    | Das frühbarocke Wohnhaus auf schmaler Parzelle wurde vor 1683 erbaut. Die Fenster sind mit kassettierten Parapetfeldern und Eckbänderungen vertikal verbunden, die Fassade geht in ein trapezförmiges Attikageschoß mit geschwungenem Giebel über. Der stichkappentonnengewölbte Keller stammt aus dem 16. Jahrhundert, das Mauerwerk ist teilweise spätmittelalterlich. | BDA-Hist.: Q38100803 Status: Bescheid Stand der BDA-Liste: 2025-06-30 Name: Bürgerhaus GstNr.: 410 |
| ja   | Datei hochladen | Wohn- und Geschäftshaus, Tuchlaubenhof HERIS-ID: 47453 Objekt-ID: 50525                                                       | Tuchlaubenhof 7, 7A Standort KG: Innere Stadt                                              | Der Tuchlaubenhof wurde 1912 von Ernst Spielmann und Alfred Teller erbaut. Es handelt sich um zwei symmetrische Baukörper mit Passage in der Mitte und einem schwibbogenartigen Abschluss zur Seitzergasse. Über dem verglasten Erdgeschoß ist das erste Obergeschoß majolikaverkleidet, die oberhalb davon ist die Putzfassade geriffelt mit Majolikaverkelidung um die Fenster. Die Passage ist glasgedeckt, in der Mitte befinden sich zwei einander gegenüberliegende Rundbogenportale mit Stablinsenen. Anmerkung: Adresse entspricht Tuchlauben 7 und 7A | BDA-Hist.: Q38027155 Status: Bescheid Stand der BDA-Liste: 2025-06-30 Name: Wohn- und Geschäftshaus, Tuchlaubenhof GstNr.: 387/1, 387/2, 387/3 Tuchlauben-Hof                                                                                  |
| ja   | Datei hochladen | Liebenberg-Denkmal HERIS-ID: 4599 Objekt-ID: 445 Wien Kulturgut: 47994                                                        | Universitätsring Standort KG: Innere Stadt                                                 | Das Denkmal für Johann Andreas von Liebenberg wurde 1887–1890 von Franz von Neumann (Architektur) und Johann Jakob Silbernagel (Figurenschmuck) geschaffen. Über einer zweistufiger Basis mit liegendem Löwen befindet sich ein hohes Postament mit Reliefs (ein von Putti gehaltenes Portraitmedaillon, militärische Embleme, Spolien, Inschriften), darauf ein Steinobelisk, an dessen Spitze die Figur der Viktoria mit einem Lorbeerkranz in der ausgestreckten Hand steht. | BDA-Hist.: Q1406766 Status: § 2a Stand der BDA-Liste: 2025-06-30 Name: Liebenberg-Denkmal GstNr.: 1520/6 Liebenberg monument, Vienna |
| ja   | Datei hochladen | Universität Wien HERIS-ID: 33308 Objekt-ID: 30700                                                                             | Universitätsring 1 Standort KG: Innere Stadt                                               | Das Hauptgebäude der Universität Wien wurde 1873–1884 von Heinrich von Ferstel erbaut. Es ist einer der prägenden Monumentalbauten des Ringstraßenensembles, das Grundrissschema ist von barocken Klosteranlagen übernommen. Das Zentrum der Hauptfassade ist der Festsaaltrakt, zu dem die Balustradenrampen mit Gusseisenlaternen an korinthischen Säulen führen. Eingang und Beletage sind jeweils als Loggia ausgeführt, das Giebelrelief (Geburt der Pallas Athene) stammt von Josef Tautenhayn, der Mitteltrakt ist zudem von einem abgeflachten Kuppeldach bekrönt. Die Seitenachsen gehen in überkuppelte Eckrisalite über. Zur Reichsratsstraße hin ist das Gebäude mit Sgraffito-Dekorationen von August Eisenmenger ausgestattet. Im Arkadenhof befinden sich Denkmäler von mit der Universität verbundenen Persönlichkeiten, siehe Liste der Denkmäler im Arkadenhof der Universität Wien. | BDA-Hist.: Q19971231 Status: Bescheid Stand der BDA-Liste: 2025-06-30 Name: Universität Wien GstNr.: 1522 Main building of the University of Vienna                                                                                            |
| ja   | Datei hochladen | Burgtheater HERIS-ID: 33307 Objekt-ID: 30699                                                                                  | Universitätsring 2 Standort KG: Innere Stadt                                               | Dieses bedeutende Beispiel eines historistischen Theaterbaus wurde 1874–1888 von Gottfried Semper und Carl Hasenauer errichtet. Es folgt dem Typus für Theaterbauten, wie sie Semper entwickelt hat: Dem hohen Bühnenhaus schließt sich ein mit Flachkuppel abgeschlossenes Zuschauerhaus mit Seitenflügeln an, der Mittelbau ist konvex mit einem herumlaufenden Foyer. Die unteren Geschoße sind mit Bossenquader ausgestattet, über die gesamte Fassade verlaufen korinthische Riesenpilaster mit Architrav und einer figurenbekrönten Attika. Die Bildhauerarbeiten (Theaterszenen, Dichterporträts) stammen von Rudolf Weyr und Carl Kundmann, die Ausstattungsmalerei in den Stiegenhäusern von der Künstler-Compagnie (Gustav und Ernst Klimt sowie Franz Matsch). | BDA-Hist.: Q109377820 Status: § 2a Stand der BDA-Liste: 2025-06-30 Name: Burgtheater GstNr.: 33 Burgtheater |
| ja   | Datei hochladen | Café Landtmann HERIS-ID: 33309 Objekt-ID: 30701                                                                               | Universitätsring 4 Standort KG: Innere Stadt                                               | Das unter anderem nach Plänen von Ernst Meller 1929 ausgestattete Café mit reliefierten Säulen, Gipsfiguren aus der Wiener Werkstätte als Wandreliefs im Ecksalon und intarsierter Vertäfelung im großen Saal befindet sich im strenghistoristischen Palais Lieben-Auspitz, das 1872 von Carl Schumann und Ludwig Tischler errichtet wurde. Anmerkung: Identadresse Löwelstraße 22, Oppolzergasse 6 | BDA-Hist.: Q264318 Status: Bescheid Stand der BDA-Liste: 2025-06-30 Name: Café Landtmann GstNr.: 131 Café Landtmann |
| ja   | Datei hochladen | Wohn- und Geschäftshaus HERIS-ID: 56617 Objekt-ID: 66122                                                                      | Universitätsring 12 Standort KG: Innere Stadt                                              | Dieser Bau stammt von Emil Förster aus den Jahren 1869–1872 und ist mit seiner Fassade an das benachbarte Palais Ephrussi angelehnt. Das Gebäude wird an der Ringstraße übereck geführt, was von einem erhöhten Mittelrisaliten aufgefangen wird. Die Fassade ist mittels ausladender Kordongesimse dreigeteilt, die Erdgeschoßzone ist rustiziert, die Oberzone weist Sichtziegelmauerwerk auf und die Attikazone ist glatt verputzt. Das ionische Säulenportal geht in einen Balkon mit weiblichen Statuen über. | BDA-Hist.: Q38073054 Status: Bescheid Stand der BDA-Liste: 2025-06-30 Name: Wohn- und Geschäftshaus GstNr.: 1520/3 Universitätsring 12, Vienna                                                                                                 |
| ja   | Datei hochladen | Palais Ephrussi HERIS-ID: 33311 Objekt-ID: 30703                                                                              | Universitätsring 14 Standort KG: Innere Stadt                                              | Dieses repräsentative Ringstraßenpalais wurde 1869–1873 von Theophil Hansen erbaut. Es entspricht mit seinen pylonartigen Eckrisaliten dem Typus des Heinrichshofes, allerdings gibt es keinen Mittelrisaliten. Über einem rustizierten Sockel ist das Gebäude durch hellbraune Riesenpilaster auf der ansonsten ziegelroten Fassade gegliedert, das Attikageschoß weist Terrakottakaryatiden und vergoldete Brüstungsgitter auf. Die Innenausstattung ist äußerst prunkvoll, mit Kassettendecken und Gemäldezyklen von Christian Griepenkerl. | BDA-Hist.: Q950675 Status: Bescheid Stand der BDA-Liste: 2025-06-30 Name: Palais Ephrussi GstNr.: 1520/2 Palais Ephrussi |
| ja   | Datei hochladen | Urania HERIS-ID: 40846 Objekt-ID: 40903                                                                                       | Uraniastraße 1 Standort KG: Innere Stadt                                                   | Die Urania ist ein Volksbildungshaus mit Sternwarte. Das späthistoristische Gebäude wurde 1910 von Max Fabiani errichtet und fungiert als städtebaulicher Abschluss der Ringstraße. Um den rechteckigen Kernbau befinden sich konvexe Anbauten (Kassensaal) und der Sternwarteturm. | BDA-Hist.: Q259553 Status: § 2a Stand der BDA-Liste: 2025-06-30 Name: Urania GstNr.: 1364/1 Urania, Vienna |
| ja   | Datei hochladen | Triton- und Nymphen-Brunnen, Tilgnerbrunnen HERIS-ID: 23781 Objekt-ID: 20144 Wien Kulturgut: 47975                            | Volksgarten Standort KG: Innere Stadt                                                      | Der Brunnen stammt aus dem Jahr 1880 von Viktor Tilgner. Auf einem überwachsenen Steinsockel in einem runden becken befinden sich Bronzefiguren eines Tritonen, einer Nymphe und kleinerer Nebenfiguren. | BDA-Hist.: Q37878933 Status: Bescheid Stand der BDA-Liste: 2025-06-30 Name: Triton- und Nymphen-Brunnen, Tilgnerbrunnen GstNr.: 32/1 Tilgnerbrunnen, Volksgarten                                                                               |
| ja   | Datei hochladen | Volksgartenbrunnen HERIS-ID: 23782 Objekt-ID: 20145 Wien Kulturgut: 47974                                                     | Volksgarten Standort KG: Innere Stadt                                                      | Der Brunnen wurde 1866 nach einem Modell von Anton Dominik Fernkorn errichtet. Über einem Vierpassbecken erhebt sich ein polygonaler Steinsockel und darüber zwei reich verzierte, unterschiedlich große Bronzebecken, wobei das untere von Bronzepinguinen getragen wird. | BDA-Hist.: Q37878954 Status: Bescheid Stand der BDA-Liste: 2025-06-30 Name: Volksgartenbrunnen GstNr.: 32/1 Volksgartenbrunnen, Vienna |
| ja   | Datei hochladen | Café Meierei, ehem. Wasserreservoirhäuschen HERIS-ID: 23783 Objekt-ID: 20146                                                  | Volksgarten Standort KG: Innere Stadt                                                      | erbaut wurde es 1890–1901 als Wasserreservoir und 1924 umgebaut. Es ist ein späthistoristischer oktogonaler Zentralbau mit rustiziertem Sockel, toskanischen Pilastern und Zeltdach. | BDA-Hist.: Q37878972 Status: Bescheid Stand der BDA-Liste: 2025-06-30 Name: Café Meierei, ehem. Wasserreservoirhäuschen GstNr.: 32/1 Café Meierei, Volksgarten, Vienna                                                                         |
| ja   | Datei hochladen | Julius-Raab-Denkmal HERIS-ID: 23777 Objekt-ID: 20140                                                                          | Volksgarten Standort KG: Innere Stadt                                                      | Zwischen zwei kubischen torartigen Steinpfeilern, die die Einfriedung durchbrechen befindet sich eine Bronzegusstür mit einem Profilbüstenrelief in einem Medaillon. Die Architektur stammt von Clemens Holzmeister, das Relief von Toni Schneider-Manzell. | BDA-Hist.: Q37878872 Status: Bescheid Stand der BDA-Liste: 2025-06-30 Name: Julius-Raab-Denkmal GstNr.: 32/1 Julius Raab monument, Volksgarten Vienna                                                                                          |
| ja   | Datei hochladen | Kaiserin Elisabeth-Denkmal HERIS-ID: 23771 Objekt-ID: 20134 Wien Kulturgut: 47976                                             | Volksgarten Standort KG: Innere Stadt                                                      | Dieses in die Gartengestaltung miteinbezogenene Denkmal stammt von Friedrich Ohmann (Architektur) und Hans Bitterlich (Sitzfigur) aus dem Jahr 1907. Die Anlage ist stufenförmig mit zwei Wasserbecken als Springbrunnen, die Stufen werden von vasentragenden ionischen Säulen flankiert, die in eine halbrunde Kolonnade hinter der Sitzfigur der Kaiserin Elisabeth übergehen. Links und rechts der Figur befinden sich Wasserbecken mit wasserausgießenden Kinderfiguren. | BDA-Hist.: Q21176217 Status: Bescheid Stand der BDA-Liste: 2025-06-30 Name: Kaiserin Elisabeth-Denkmal GstNr.: 32/1 Empress Elisabeth monument (Volksgarten)                                                                                   |
| ja   | Datei hochladen | Grillparzer-Denkmal HERIS-ID: 23764 Objekt-ID: 20127 Wien Kulturgut: 47973                                                    | Volksgarten Standort KG: Innere Stadt                                                      | Dieses strenghistoristische Denkmal für Franz Grillparzer aus dem Jahr 1889 besteht aus einer Ädikula mit Nische, in der eine Figur des Dichters sitzt, und einer konkaven Reliefwand, in die sie eingefasst ist, wobei die Reliefs Dramen Grillparzers darstellen. Die Architektur stammt von Carl von Hasenauer, die Sitzfigur des Dichters von Carl Kundmann und die Reliefs von Rudolf Weyr. | BDA-Hist.: Q21167592 Status: Bescheid Stand der BDA-Liste: 2025-06-30 Name: Grillparzer-Denkmal GstNr.: 32/1 Grillparzer monument, Vienna |
| ja   | Datei hochladen | Figur Jugendlicher Athlet HERIS-ID: 23766 Objekt-ID: 20129                                                                    | Volksgarten Standort KG: Innere Stadt                                                      | Dieser Bronzeakt eines idealisierten Athleten stammt von Josef Müllner aus dem Jahr 1921 und ist beim Theseustempel aufgestellt. | BDA-Hist.: Q37878723 Status: Bescheid Stand der BDA-Liste: 2025-06-30 Name: Figur Jugendlicher Athlet GstNr.: 32/1 Statue "Jugendlicher Athlet", Theseustempel                                                                                 |
| ja   | Datei hochladen | Theseustempel HERIS-ID: 23752 Objekt-ID: 20115                                                                                | Volksgarten Standort KG: Innere Stadt                                                      | Diese verkleinerte Nachbildung des Theseions zu Athen wurde 1819–1823 von Peter von Nobile geschaffen und war als Aufenthaltsort für die nunmehr im Kunsthistorischen Museum befindliche Plastik Theseus erschlägt den Minotaurus (von Antonio Canova) vorgesehen. Es ist ein Säulenumgang auf Stufen mit kassettierter Balkendecke. | BDA-Hist.: Q1491188 Status: Bescheid Stand der BDA-Liste: 2025-06-30 Name: Theseustempel GstNr.: 31 Theseustempel |
| ja   | Datei hochladen | Volksgarten HERIS-ID: 23757 Objekt-ID: 20120                                                                                  | Volksgarten Standort KG: Innere Stadt                                                      | Der Volksgarten wurde 1817–1823 von Ludwig von Remy und Franz Antoine dem Älteren auf dem Gelände der 1809 von den Franzosen gesprengten Burgbastei angelegt und für die Öffentlichkeit zugänglich gemacht. Im Zuge des Ringstraßenbaus kam es zu einer Erweiterung. | BDA-Hist.: Q875751 Status: Bescheid Stand der BDA-Liste: 2025-06-30 Name: Volksgarten GstNr.: 32/1 Volksgarten, Vienna |
| ja   | Datei hochladen | Bürohaus HERIS-ID: 28119 Objekt-ID: 24671                                                                                     | Volksgartenstraße 3 Standort KG: Innere Stadt                                              | Der gesamte Häuserblock mit Ausnahme von Bellariastraße 10 bildet ein Ensemble, das 1870–1872 von Carl Schumann erbaut wurde. Die Fassaden sind einheitlich im Stil der Neu-Wiener Renaissance gebaut, mit erhöhten Mittelrisaliten, seichten Eckrisaliten, additiven Adikulafenstern und reicher pilastrierter Attikazone mit Brüstung. | BDA-Hist.: Q37918049 Status: Bescheid Stand der BDA-Liste: 2025-06-30 Name: Bürohaus GstNr.: 1556 |
| ja   | Datei hochladen | Wohn- und Geschäftshaus, Vorlauf-Hof HERIS-ID: 14141 Objekt-ID: 10368                                                         | Vorlaufstraße 1 Standort KG: Innere Stadt                                                  | Das späthistoristische Wohn- und Geschäftshaus wurde 1890 von Arnold Lotz erbaut. Mit seiner turmartigen Ecklösung ist der Bau das Pendant zum Marc-Aurel-Hof. Oberhalb von Geschäftszone und Mezzanin (beide rustiziert) werden die Geschoße von korinthischen Riesenpilastern gegliedert. Die Sturzfelder der Fensterverdachungen sind reich mit Maskendekor geschmückt, innerhalb des Eckturmes befindet sich eine überlebensgroße Frauenstatue in reicher Ädikularahmung auf einer Muschelkonsole. | BDA-Hist.: Q37731936 Status: Bescheid Stand der BDA-Liste: 2025-06-30 Name: Wohn- und Geschäftshaus, Vorlauf-Hof GstNr.: 477/2 Vorlaufstraße 1, Vienna                                                                                         |
| ja   | Datei hochladen | Wohn- und Geschäftshaus HERIS-ID: 79823 Objekt-ID: 93520                                                                      | Vorlaufstraße 2 Standort KG: Innere Stadt                                                  | Das späthistoristische Gebäude wurde 1889 von Georg Rauch erbaut. Über einer zweigeschoßigen gebänderten Geschäftszone erhebt sich eine Oberzone mit reich gerahmten Fenstern und Balusterbalkonen in der Beletage. Der von korinthischen Riesenpilastern begrenzte Eckrisalit weist einen turmartigen Aufsatz zur platzartigen Kreuzung auf, der mit einem aufwändigen Zwiebelturmaufsatz bekrönt ist. Anmerkung: Identadresse Marc-Aurel-Straße 5 | BDA-Hist.: Q38172085 Status: Bescheid Stand der BDA-Liste: 2025-06-30 Name: Wohn- und Geschäftshaus GstNr.: 486/4 |
| ja   | Datei hochladen | Bürgerhaus HERIS-ID: 30836 Objekt-ID: 27624                                                                                   | Walfischgasse 7 Standort KG: Innere Stadt                                                  | Das Haus aus dem 17. Jahrhundert war ursprünglich Teil des Nachbarhauses Nr. 5. Die Fassade ist bedingt durch die ehemalige Lage bei der Stadtmauer geknickt und durch gerade verdachte Stegrahmenfenster mit Parapetputzfeldern gegliedert. Die Erdgeschoßräume sind teils stichkappen-, teils kreuzgratgewölbt, es befindet sich dort ein traditionsreicher Stadtheuriger. | BDA-Hist.: Q37938137 Status: Bescheid Stand der BDA-Liste: 2025-06-30 Name: Bürgerhaus GstNr.: 1055 |
| ja   | Datei hochladen | Sog. Kaiserhaus, Palais Lamberg-Sprinzenstein HERIS-ID: 40847 Objekt-ID: 40905                                                | Wallnerstraße 3 Standort KG: Innere Stadt                                                  | Das frühbarocke Palais wurde um 1675 für Ferdinand Maximilian Graf Sprinzenstein erbaut und 1730 unter Carl Joseph Graf Lamberg-Sprinzenstein umgebaut. 1740 von Kaiser Franz Stephan erworben, der hier Audienzen abhielt, bekam es zu dieser Zeit eine Rokoko-Innenausstattung. Die frühbarocke Fassade mit genuteter Sockel- und glatter Oberzone wird durch additiv gereihte Fenster gegliedert. Die zwei asymmetrisch angeordneten Portale werden von schräggestellten toskanischen Pilastern und geraden Verdachungen eingerahmt. | BDA-Hist.: Q2047054 Status: Bescheid Stand der BDA-Liste: 2025-06-30 Name: Sog. Kaiserhaus, Palais Lamberg-Sprinzenstein GstNr.: 275 Palais Lamberg                                                                                            |
| ja   | Datei hochladen | Palais Esterházy HERIS-ID: 40848 Objekt-ID: 40906                                                                             | Wallnerstraße 4 Standort KG: Innere Stadt                                                  | Dieses hochbarocke Palais wurde ab 1687 von Francesco Martinelli an Stelle dreier bis ins Hochmittelalter rückverfolgbarer Häuser gebaut, 1745/46 (wahrscheinlich von Jean Nicolas Jadot de Ville-Issey) umgebaut und nach 1791 zur Naglergasse hin von Charles de Moreau erweitert. Die vom ersten Umbau stammende Hauptfassade ist barockklassizistisch und weist eine additive vertikale Gliederung durch ionische Riesenpilaster auf, die Mittelachse ist von Doppelpilastern eingerahmt. Oberhalb des Portals befindet sich ein gerader Balkon mit Schmiedeeisengitter, das ein vergoldetes Wappen einfasst. Im Inneren befindet sich eine bedeutende hochbarocke Kapelle, die 1699 geweiht wurde. | BDA-Hist.: Q694043 Status: Bescheid Stand der BDA-Liste: 2025-06-30 Name: Palais Esterházy GstNr.: 298 Palais Esterházy (Wallnerstraße) |
| ja   | Datei hochladen | Ehem. Palais Pálffy, Staatsarchiv HERIS-ID: 40849 Objekt-ID: 40907                                                            | Wallnerstraße 6, 6A Standort KG: Innere Stadt                                              | Dieses bedeutende Bauwerk des Klassizismus in Wien stammt aus den Jahren 1809–1813 von Charles de Moreau, die Innenausstattung aus dem Jahr 1818 von Raphael von Rigel. Es ist ein breit gelagertes niedriges Eckhaus mit leicht geknickter Fassade. Das genutete Erdgeschoß weist durch Kämpferprofile verbundene Lünettenfenster mit Reliefs (Götterfiguren und Wappen) auf, die Obergeschoße sind schlicht mit additiv angeordneten Fenstern. Die beiden Festsäle sind noch im Original erhalten, insbesondere die (im BDA deponierten) Stofftapeten und die Parkettböden sind bemerkenswert. | BDA-Hist.: Q2047146 Status: Bescheid Stand der BDA-Liste: 2025-06-30 Name: Ehem. Palais Pálffy, Staatsarchiv GstNr.: 299 Palais Pálffy (Wallnerstraße)                                                                                         |
| ja   | Datei hochladen | Palais Caprara-Geymüller HERIS-ID: 40850 Objekt-ID: 40908                                                                     | Wallnerstraße 8 Standort KG: Innere Stadt                                                  | Dieses bedeutende Beispiel eines frühen barocken Stadtpalais wurde 1694–1698 von Domenico Egidio Rossi erbaut. Besonders die breite Hauptfassade mit flachen ortsteingegliederten Seitenrisaliten, rustiziertem Sockel, Horizontalgliederung durch Kordongesimse, alternierenden Fensterverdachungen und Riesenpilastern ist bemerkenswert. Das Portal mit Rundbogen ist das älteste frühbarocke Atlantenportal in Wien. | BDA-Hist.: Q1773036 Status: Bescheid Stand der BDA-Liste: 2025-06-30 Name: Palais Caprara-Geymüller GstNr.: 300 Palais Caprara-Geymüller |
| ja   | Datei hochladen | Ehem. Warenhaus Zwieback, Zwiebackhaus HERIS-ID: 30780 Objekt-ID: 27546                                                       | Weihburggasse 2 Standort KG: Innere Stadt                                                  | Das späthistoristische Geschäftshaus wurde 1895 von Friedrich Schön erbaut und ist ein frühes Beispiel eines Betonständerbaus. Es weist einen runden Eckerker, Parapetgitter und ein Ateliergeschoß mit Thermenfenstern auf. Anmerkung: Identadresse Kärntner Straße 11 | BDA-Hist.: Q37937620 Status: Bescheid Stand der BDA-Liste: 2025-06-30 Name: Ehem. Warenhaus Zwieback, Zwiebackhaus GstNr.: 936 Zwiebackhaus |
| ja   | Datei hochladen | Wohnhaus, Hotel Zur Kaiserin Elisabeth HERIS-ID: 74264 Objekt-ID: 87666                                                       | Weihburggasse 3 Standort KG: Innere Stadt                                                  | Das heutige Hotel Zur Kaiserin Elisabeth wurde 1802–1804 von Joseph Kornhäusel erbaut und bereits 1809 in ein Hotel umgewandelt. Das Gebäude hat eine breit gelagerte klassizistische Fassade mit genutetem Sockel, gequadertem ersten Obergeschoß und glatter Oberzone mit additiv gereihten Fenstern. Die historistische Ausstattung der Erdgeschoßräume stammt aus dem Jahr 1874. Im Erdgeschoß ist auch eine Mauer zu sehen, die einen Überrest des mittelalterlichen Vorgängerbaus darstellt. | BDA-Hist.: Q38134362 Status: Bescheid Stand der BDA-Liste: 2025-06-30 Name: Wohnhaus, Hotel Zur Kaiserin Elisabeth GstNr.: 928 Hotel Kaiserin Elisabeth, Vienna                                                                                |
| ja   | Datei hochladen | Ehem. Palais Pereira HERIS-ID: 86808 Objekt-ID: 101143seit 2015                                                               | Weihburggasse 4 Standort KG: Innere Stadt                                                  | Dieses spätklassizistische Palais mit frühhistoristischen Details wurde 1840–1842 von Ludwig Förster erbaut. Über einem mittlerweile veränderten Sockel mit Rundbogenarkaden erheben sich Obergeschoße mit additiv gegliederten und gerade verdachten Fenstern. Der Balkon wird von Konsolen getragen, seine Brüstung ist durchbrochen. Im großen Innenhof mit genutet gequadertem Erdgeschoß werden die Fassaden durch Kordongesimse gegliedert, an den Schmalseiten mit übereinandergestellten Rundbögen mit Kämpfern. Anmerkung: Identadresse Rauhensteingasse 2. | BDA-Hist.: Q37717058 Status: Bescheid Stand der BDA-Liste: 2025-06-30 Name: Ehem. Palais Pereira GstNr.: 949 Palais Pereira |
| ja   | Datei hochladen | Bürgerhaus HERIS-ID: 47354 Objekt-ID: 50328                                                                                   | Weihburggasse 5 Standort KG: Innere Stadt                                                  | Dieses Frührenaissancehaus wurde in der ersten Hälfte des 16. Jahrhunderts erbaut. Die Fassade ist schlicht durch Eckquaderung, Gesimsbänder, gerade verdachte Fenster und Sohlbänken auf Konsolen gegliedert. Hofseitig weist es zwei Giebeln auf. Im Hintertrakt wurde 1979/80 ein mittelalterlicher Treppenturm freigelegt. Er weist Rund- und Spitzbögen sowie Putzreste über Ziegelmauerwerk auf. | BDA-Hist.: Q38026542 Status: Bescheid Stand der BDA-Liste: 2025-06-30 Name: Bürgerhaus GstNr.: 927 Weihburggasse 5 |
| ja   | Datei hochladen | Wohnhaus HERIS-ID: 40851 Objekt-ID: 40909                                                                                     | Weihburggasse 8 Standort KG: Innere Stadt                                                  | Das spätklassizistische Wohnhaus wurde 1827 von Josef Klee erbaut. Über einem (rekonstruierten) rustizierten Sockel weist die Beletage Lünettenfenster mit Fächerdekor zwischen Wandpfeilern auf, die Fenster im Obergeschoß sind in den Stützfeldern mit Stuckdekor versehen. Die entsprechende Fassade in etwas schlichterer Version befindet sich an der Rückseite. Im Hof befindet sich ein Brunnen mit Flussgott aus der Bauzeit und eine Gedenktafel an die Pest von 1679 aus dem späteren 19. Jahrhundert. Anmerkung: Identadresse Blumenstockgasse 3 | BDA-Hist.: Q37996847 Status: Bescheid Stand der BDA-Liste: 2025-06-30 Name: Wohnhaus GstNr.: 952 Weihburggasse 8 |
| ja   | Datei hochladen | Ärztekammer Wien HERIS-ID: 47363 Objekt-ID: 50352                                                                             | Weihburggasse 10-12 Standort KG: Innere Stadt                                              | Der monumentale, breit gefächerte Stahlbetonständerbau wurde 1911 wahrscheinlich von Guido Gröger erbaut (die Zuschreibung ist unsicher, alternativ werden Oskar Czepa und Arnold Wiesbauer genannt). Die Fassade ist durch verschieden lange Ständer rhythmisiert, was einen Mittelrisaliten und zwei Seitenrisalite suggerieren soll. Vier der Ständer gehen in monumentale Wächterfiguren über. Teilweise sind die Fenster in polygonale dreigeschoßige Erker eingefügt. Die Fassade ist mit Dekor in den Formen der Wiener Werkstätte ausgestattet. | BDA-Hist.: Q38026604 Status: § 2a Stand der BDA-Liste: 2025-06-30 Name: Ärztekammer Wien GstNr.: 953 Weihburggasse 10 |
| ja   | Datei hochladen | Wohnhaus, Zum goldenen Engel, Bihlerisches Haus HERIS-ID: 87914 Objekt-ID: 102370                                             | Weihburggasse 13-15 Standort KG: Innere Stadt                                              | An dieser Adresse sind zwei Häuser zusammengefasst: Nr. 13 (Bihlersches Haus) mit spätbarocker Fassade und reichen Knickgiebelverdachungen über den Fenstern wurde um 1730 erbaut und 1836 aufgestockt, Nr. 15 (Zum Goldenen Engel) wurde 1829 von Jakob Hainz erbaut und hat eine schlichte Fassade mit ionischen Ädikulafenstern in der Beletage. | BDA-Hist.: Q37722846 Status: Bescheid Stand der BDA-Liste: 2025-06-30 Name: Wohnhaus, Zum goldenen Engel, Bihlerisches Haus GstNr.: 920 Weihburggasse 13-15                                                                                    |
| ja   | Datei hochladen | Sog. Abisisches Haus HERIS-ID: 44247 Objekt-ID: 45005                                                                         | Weihburggasse 14 Standort KG: Innere Stadt                                                 | Das hochbarocke Wohnhaus auf tiefer, schmaler Parzelle wurde 1722 in der Nachfolge Johann Lukas von Hildebrandts erbaut. Es hat einen genuteten Sockel mit einem Korbbogenportal, das von geschichteten ionischen Pilastern flankiert wird und in eine geschwungene Verdachung übergeht, das Rechteckfeld im Sturzfeld deutet noch auf ein nicht mehr vorhandenes Hauszeichen hin. Die Fenster der glatten Oberzone sind durch Parapete vertikal verbunden und haben differenzierte Verdachungen mit Stuckdekor (Adler, Masken, Medaillons) in den Sturzfeldern. An den Seitenachsen befinden sich jeweils ein Schmiedeisenbalkon auf Konsolen. Zur Ballgasse hin ist die Fassade schlicht mit geraden Fensterverdachungen. Die Einfahrt ist platzlgewölbt, in den Erdgeschoßräumen gibt es Stichkappentonnen und Kreuzgratgewölbe. In der Beletage gibt es Stuckdecken mit Reliefs, die hochbarocken Türen mit Beschlägen sind komplett erhalten.                                                                  | BDA-Hist.: Q38007773 Status: Bescheid Stand der BDA-Liste: 2025-06-30 Name: Sog. Abisisches Haus GstNr.: 960 Absisches Haus |
| ja   | Datei hochladen | Wohnhaus HERIS-ID: 40852 Objekt-ID: 40910                                                                                     | Weihburggasse 16 Standort KG: Innere Stadt                                                 | Das wahrscheinlich aus dem 16. Jahrhundert stammende Haus wurde 1821/22 von Josef Adelpoldinger umgebaut und neu fassadiert. Es hat ein genutetes Erdgeschoß mit Triglyphenfries und historistischen Geschäftslokalen. Die Oberzone ist glatt mit Kordongesimsen und additiv gereihten Fenstern, die linke Achse ist gedoppelt. Der Innenhof weist offene (rekonstruierte) Pawlatschengänge auf, die Vierpfeilertreppe ist holzverkleidet. Die Einfahrt ist tonnengewölbt mit Holzstöckelpflaster. | BDA-Hist.: Q37996860 Status: Bescheid Stand der BDA-Liste: 2025-06-30 Name: Wohnhaus GstNr.: 970 Weihburggasse 16 |
| ja   | Datei hochladen | Ehem. Wiener Zentralbad, sog. Kaiserbründl HERIS-ID: 107286seit 2022                                                          | Weihburggasse 18–20 Standort KG: Innere Stadt                                              | Das Gebäude (Wohnhaus mit Badeanstalt) wurde 1889 von Adolf Endl erbaut. Das Wohnhaus wurde in neobarocken Formen gehalten während das Badehaus im Souterrain orientalisierende Formen hat. | BDA-Hist.: Q190203 Status: Bescheid Stand der BDA-Liste: 2025-06-30 Name: Ehem. Wiener Zentralbad, sog. Kaiserbründl GstNr.: 971 Central Bathhouse Vienna                                                                                      |
| ja   | Datei hochladen | Wohnhaus und Brunnen HERIS-ID: 40853 Objekt-ID: 40911                                                                         | Weihburggasse 21 Standort KG: Innere Stadt                                                 | Das Haus wurde 1787 von Franz Duschinger anstelle des Klostergartens der Franziskaner erbaut. Es hat eine frühklassizistische Fassade mit einem einachsigen Mittelrisaliten, einem wandfeldgegliederten Erdgeschoß, einem genuteten Mezzanin und einer glatten Oberzone mit gerade verdachten Fenstern. Das Segmentbogenportal ist plattengerahmt mit verkröpftem Gesims und blockhaften Konsolen, in den Zwisckeln befindet sich Akanthusdekor. Im Innenhof mit offenen Pawlatschengängen befindet sich ein Wandbrunnen mit Neptunmaske. | BDA-Hist.: Q37996876 Status: Bescheid Stand der BDA-Liste: 2025-06-30 Name: Wohnhaus und Brunnen GstNr.: 906 Weihburggasse 21 |
| ja   | Datei hochladen | Miethaus, Ehem. Haus Gottlieb Schwab HERIS-ID: 40854 Objekt-ID: 40912                                                         | Weihburggasse 30 Standort KG: Innere Stadt                                                 | Das strenghistoristische Eckhaus wurde 1871/72 von Wilhelm Stiassny erbaut. Es weist einen dreigeschoßigen Eckerker auf Volutenkonsolen auf, der durch geschoßweise differenzierte Pilaster gegliedert wird. Die Fassade in der Sockelzone ist rustiziert, die Oberzonen weisen umlaufende Balustraden und toskanische Dreiviertelsäulen an den Fenstern auf. Das ionische Säulenportal hat einen Rundbogen, im Fries befinden sich Festons und eine Löwenmaske. Aus der Erbauungszeit ist die malerische Ausstattung der Raumfilade im Hochparterre erhalten, wozu auch mehrere Deckengemälde und Ölbilder von Julius Frank gehören. | BDA-Hist.: Q20087617 Status: Bescheid Stand der BDA-Liste: 2025-06-30 Name: Miethaus, Ehem. Haus Gottlieb Schwab GstNr.: 1340/16 Weihburggasse 30                                                                                              |
| ja   | Datei hochladen | Miethaus HERIS-ID: 63862 Objekt-ID: 76551                                                                                     | Werdertorgasse 9 Standort KG: Innere Stadt                                                 | Das Haus wurde 1869 von Julius Dörfel erbaut. Die Fassade ist durch Pilastersuperpositionen gegliedert, die geohrten Fenster sind von ornamentierten Aufsätzen mit Masken bekrönt. Auf dem Gesims befinden sich Wasserspeier in der Form von Löwenköpfen. | BDA-Hist.: Q38104506 Status: Bescheid Stand der BDA-Liste: 2025-06-30 Name: Miethaus GstNr.: 1412 Werdertorgasse 9 |
| ja   | Datei hochladen | Wohn- und Geschäftshaus, Zum Roten Igel HERIS-ID: 76473 Objekt-ID: 90043                                                      | Wildpretmarkt 1 Standort KG: Innere Stadt                                                  | Das Haus wurde 1904/05 von Franz Riess erbaut und von Max Fabiani überformt. Es ist ein erkergegliedertes secessionistisches Wohnhaus, der Fassadendekor wurde nach Kriegsschäden größtenteils entfernt. Eine Ausnahme ist das Majolikarelief von Hugo Franz Kirsch, das das Vorgängerhaus mit der namensgebenden Gaststätte darstellt. Anmerkung: Identadresse Brandstätte 8 | BDA-Hist.: Q38144252 Status: Bescheid Stand der BDA-Liste: 2025-06-30 Name: Wohn- und Geschäftshaus, Zum Roten Igel GstNr.: 552/1 Brandstätte 8                                                                                                |
| ja   | Datei hochladen | Zacherlhaus HERIS-ID: 40856 Objekt-ID: 40914                                                                                  | Wildpretmarkt 2-4 Standort KG: Innere Stadt                                                | Das von Jože Plečnik 1903–1905 entworfene Wohn- und Geschäftsgebäude zählt heute zu den bedeutendsten Bauten der Otto-Wagner-Schule. Es ist ein blockhafter freistehender Eisenbetonbau (der älteste Wiens), die Fassade ist bis auf die Geschäftszone vollständig mit polierten Granitplatten verkleidet und mit Rundstäben rhythmisch gegliedert. Der Abschluss zum zylinderartigen zurücktretenden Attikageschoß bildet ein Kranzgesims, das nach unten in Bay-windows und Atlantenfiguren von Franz Metzner übergeht. Die Fassadenstatue des Erzengels Michael stammt von Ferdinand Andri. Von der Innenausstattung ist noch ein großer Teil aus der Bauzeit erhalten. | BDA-Hist.: Q139688 Status: Bescheid Stand der BDA-Liste: 2025-06-30 Name: Zacherlhaus GstNr.: 549 Zacherl-Haus |
| ja   | Datei hochladen | Wohn- und Geschäftshaus HERIS-ID: 5936 Objekt-ID: 1810                                                                        | Wipplingerstraße 3 Standort KG: Innere Stadt                                               | Das späthistoristische Wohn- und Geschäftshaus wurde 1883 von Adolf Endl erbaut. Die Fassade weist altdeutsche und neobarocke Formen auf, die dem Nachbarhaus entsprechen. Oberhalb der schlichten Geschäftszone erhebt sich eine Oberzone mit schmalem Mittelerker und reich dekorierten Fenstern (Baluster, Maskendekor, Büsten in gesprengten Giebelverdachungen). Zur Schultergasse hin wurde auf Fassadendekor weitgehend verzichtet. Im Inneren stammen die teilweise aufwändigen hölzernen Türrahmen aus der Bauzeit. Anmerkung: Identadresse Schultergasse 4 | BDA-Hist.: Q37864616 Status: Bescheid Stand der BDA-Liste: 2025-06-30 Name: Wohn- und Geschäftshaus GstNr.: 419 Wipplingerstraße 3, Vienna |
| ja   | Datei hochladen | Wohn- und Geschäftshaus, ehem. Hauptsitz der Zentralsparkasse der Gemeinde Wien HERIS-ID: 5638seit 2024                       | Wipplingerstraße 4 Standort KG: Innere Stadt                                               | Das Gebäude wurde 1953–1955 von Anton Potyka erbaut. Die Geschäftszone weist eine vertikale Rostgliederung auf, die Wohnzone eine horizontale Gliederung durch Bänder. Das hervorkragende Flugdach ist mehrmals durchbrochen. Der gewendelte Stiegenaufgang hat monumentale Glasfenster von Carl Unger. Anmerkung: Identadresse Salvatorgasse 3 | BDA-Hist.: Q126122420 Status: Bescheid Stand der BDA-Liste: 2025-06-30 Name: Wohn- und Geschäftshaus, ehem. Hauptsitz der Zentralsparkasse der Gemeinde Wien GstNr.: 425                                                                       |
| ja   | Datei hochladen | Wohn- und Geschäftshaus, Donizetti-Wohnhaus HERIS-ID: 25768 Objekt-ID: 22216                                                  | Wipplingerstraße 5 Standort KG: Innere Stadt                                               | Das späthistoristische Eckhaus in altdeutschen Formen wurde 1882 von Adolf Endl erbaut. Über einer genuteten Sockelzone erhebt sich eine reich gegliederte genutete Oberzone mit reich dekorierten Fensterrahmungen. Es weist runde Eckerker sowie zur Jordangasse hin einen Mittelrisaliten auf,in einer Rundbogennische des letzteren befindet sich eine allegorische Frauenstatue. Im Vorgängerhaus lebte Gaetano Donizetti 1843–1845. Anmerkung: Identadressen Jordangasse 1–3, Schultergasse 6 | BDA-Hist.: Q37896180 Status: Bescheid Stand der BDA-Liste: 2025-06-30 Name: Wohn- und Geschäftshaus, Donizetti-Wohnhaus GstNr.: 418 Wipplingerstraße 5                                                                                         |
| ja   | Datei hochladen | Altes Rathaus mit Andromeda-Brunnen, heute Bezirksamt HERIS-ID: 26020 Objekt-ID: 22474                                        | Wipplingerstraße 6-8 Standort KG: Innere Stadt                                             | Das ursprüngliche Gebäude schenkte Herzog Friedrich der Schöne im Jahr 1316 dem Stadtrat und ist seither im Besitz der Stadt Wien. Nach mehrmaligen Umbauten präsentiert sich heute das Gebäude von außen im Stil von Johann Bernhard Fischer von Erlach, auch die Amtsräume des Bezirksvorstandes sind vom Barock geprägt, zum Teil kann man aber noch gotische Elemente erkennen. Das prachtvolle Portal stammt aus der Zeit um 1700. Im Hof befindet sich der 1741 erbaute Andromedabrunnen von Georg Raphael Donner. Im Gebäude befindet sich auch das Bezirksmuseum Innere Stadt. | BDA-Hist.: Q439480 Status: § 2a Stand der BDA-Liste: 2025-06-30 Name: Altes Rathaus mit Andromeda-Brunnen, heute Bezirksamt GstNr.: 427 Altes Rathaus, Vienna                                                                                  |
| ja   | Datei hochladen | Wohn- und Geschäftshaus HERIS-ID: 23680 Objekt-ID: 20042                                                                      | Wipplingerstraße 13 Standort KG: Innere Stadt                                              | Das späthistoristische Wohn- und Geschäftshaus in altdeutschen Formen wurde 1883 von Adolf Endl erbaut. Über einer der Geschäftszone ist der Mezzanin stark reduziert, die genuteten Obergeschoße sind aber mit reich dekorierten Fenstern versehen, allerdings ist der Fassadendekor in den beiden höchsten Geschoßen ebenfalls stark reduziert. Der Mittelerker auf Maskenkonsolen ist pilastergegliedert. Zum Judenplatz hin weist die Fassade einen erkergegliederten Eckrisaliten mit Attikagiebel und Atlanten im ersten Obergeschoß auf. Anmerkung: Identadresse Judenplatz 9 | BDA-Hist.: Q37878195 Status: Bescheid Stand der BDA-Liste: 2025-06-30 Name: Wohn- und Geschäftshaus GstNr.: 348 Wipplingerstraße 13, Vienna |
| ja   | Datei hochladen | Wohn- und Geschäftshaus HERIS-ID: 13697 Objekt-ID: 9905                                                                       | Wipplingerstraße 15 Standort KG: Innere Stadt                                              | Das Wohn- und Geschäftshaus in altdeutschen Formen wurde 1885 von Carl Schlimp erbaut. Über einer zweigeschoßigen genuteten Geschäftszone erhebt sich eine Oberzone mit additiver Fensterreihung mit geschoßweise variierenden Formen. Der dreigeschoßige Mittelerker auf Konsolen ist pilastergegliedert und wird von einem Baluster-Balkon bekrönt. | BDA-Hist.: Q38184192 Status: § 2a Stand der BDA-Liste: 2025-06-30 Name: Wohn- und Geschäftshaus GstNr.: 337 |
| ja   | Datei hochladen | Wohn- und Geschäftshaus HERIS-ID: 25611 Objekt-ID: 22046                                                                      | Wipplingerstraße 17 Standort KG: Innere Stadt                                              | Franz von Neumann schuf 1895 das späthistoristische Wohn- und Geschäftshaus in altdeutschen Formen. Oberhalb der zweigeschoßigen, im Erdgeschoß völlig veränderten Geschäftszone ist die Hauptzone der Fassade üppig dekoriert; zur Wipplingerstraße liegt ein dreigeschoßiger Erker, die Eckachsen sind von Kolossalpilastern gerahmt und mit reich dekorierten Fenstergruppen und Balkonen versehen. Das Konsolkranzgesims ist mit Rosetten geschmückt; darüber liegt das reich dekorierte Attikageschoß mit Balustrade. Das toskanische Rundbogenportal ist von Pilastern eingerahmt und hat eine aufwändige Gittertüre. Anmerkung: Identadresse Färbergasse 10 | BDA-Hist.: Q37895323 Status: Bescheid Stand der BDA-Liste: 2025-06-30 Name: Wohn- und Geschäftshaus GstNr.: 335 Färbergasse 10, Vienna |
| ja   | Datei hochladen | Ehem. Verkehrsbank/Stadtschulrat HERIS-ID: 40857 Objekt-ID: 40917                                                             | Wipplingerstraße 28 Standort KG: Innere Stadt                                              | Das mächtige späthistoristische Eckhaus in neomanieristischen Formen wurde 1880–1883 von Friedrich Schachner erbaut. Ein Städtebaulicher Akzent des Zugangs zur Altstadt wird durch die überkuppelte Eckrotunde gesetzt. Über einem rustizierten Steinsockel ist die Fassade als Sichtziegelbau ausgeführt, an beiden Seiten befinden sich seichte Risalite. Die Kassensäle in Hoch- und Tiefparterre sowie die Direktionsräume sind noch aus der Bauzeit erhalten und reich stuckiert. | BDA-Hist.: Q37996908 Status: Bescheid Stand der BDA-Liste: 2025-06-30 Name: Ehem. Verkehrsbank/Stadtschulrat GstNr.: 224 Stadtschulrat für Wien                                                                                                |
| ja   | Datei hochladen | Börse HERIS-ID: 12252 Objekt-ID: 8388                                                                                         | Wipplingerstraße 34 Standort KG: Innere Stadt                                              | Die Wiener Börse (auch Alte Börse genannt) wurde 1874–1877 durch Theophil von Hansen im Stil der Neorenaissance errichtet. Es ist ein breit gelagerter Baukörper, der vom vorspringenden, arkadengegliederten Längstrakt dominiert wird. Der überhöhte Mittelrisalit bildet eine zweigeschoßige Loggia mit toskanischen und kompositen Säulen in Supraposition, auf denen sich Spandrillenfiguren befinden. Die Attika weist Reliefs griechischer Götter auf, die Skulptur Neptuns mit Vierergespann stammt von Vincenz Pilz. | BDA-Hist.: Q2568865 Status: Bescheid Stand der BDA-Liste: 2025-06-30 Name: Börse GstNr.: 1496 Vienna Stock Exchange building |
| ja   | Datei hochladen | Elendbastion HERIS-ID: 76603 Objekt-ID: 90188                                                                                 | Wipplingerstr. 35/Hohenstaufeng. 12 Standort KG: Innere Stadt                              | Unter den Häusern Wipplingerstraße 33 und 35 befinden sich die Reste einer 1561 erbaute Bastion der Wiener Stadtmauer | BDA-Hist.: Q38144826 Status: § 9-Feststellung Bodendenkmal Stand der BDA-Liste: 2025-06-30 Name: Elendbastion GstNr.: 1498, 1499 |
| ja   | Datei hochladen | Landesinnungshaus Wien der Baugewerbe HERIS-ID: 47346 Objekt-ID: 50314                                                        | Wolfengasse 4 Standort KG: Innere Stadt                                                    | Dieser U-förmige frühhistoristische Gebäudekomplex wurde 1849/50 von Anton Übell erbaut. Er ist in neugotischen Formen gehalten, der Sockel ist arkadengegliedert, das erste Obergeschoß weist Spitzbogenfenster mit Maßwerkrosetten auf, die oberen Geschoße sind durch stabgerahmte Rechteckfenster additiv gegliedert. Der ostseitige Trakt (Wolfengasse 3) wurde 1945 großteils zerstört. | BDA-Hist.: Q38026493 Status: § 2a Stand der BDA-Liste: 2025-06-30 Name: Landesinnungshaus Wien der Baugewerbe GstNr.: 708 Haus Wolfengasse 4, Wien 1                                                                                           |
| ja   | Datei hochladen | Bürgerhaus, Zum schmeckendem Wurm HERIS-ID: 30752 Objekt-ID: 27517                                                            | Wollzeile 5 Standort KG: Innere Stadt                                                      | Das Haus stammt im Kern aus dem 16. Jahrhundert und wurde im 18. Jahrhundert komplett umgestaltet. Die Fassade zur Wollzeile weist über gebändertem Erdgeschoß ionische Riesenpilaster auf lisenenartig auslaufenden Volutenkonsolen auf. Die Fassade zum Lugeck ist klassizistisch, die Beletage weist ornamentale Sturz- und Parapetfelder auf. Die Einfahrt am Lugeck hat kassettierte Tonnengewölbe. Anmerkung: Identadresse Lugeck 5 | BDA-Hist.: Q37937420 Status: Bescheid Stand der BDA-Liste: 2025-06-30 Name: Bürgerhaus, Zum schmeckendem Wurm GstNr.: 748 Bürgerhaus Zum schmeckenden Wurm                                                                                     |
| ja   | Datei hochladen | Palais Pergen HERIS-ID: 30753 Objekt-ID: 27518                                                                                | Wollzeile 7 Standort KG: Innere Stadt                                                      | Das Palais wurde 1696 von Christian Alexander Oedtl erbaut, allerdings ist seit den 1950er-Jahren nur mehr die Fassade erhalten. Über einem genuteten Erdgeschoß sind die Fensterachsen durch Stuckrahmenfelder vertikal zusammengezogen. Das Rundbogenportal wird von geschichteten Pilastern und toskanischen Säulen flankiert, deren Konsolenschlusssteine durch einen vorgebauchten Balusterbalkon verbunden sind. | BDA-Hist.: Q37937431 Status: Bescheid Stand der BDA-Liste: 2025-06-30 Name: Palais Pergen GstNr.: 750 |
| ja   | Datei hochladen | Wohn- und Geschäftshaus HERIS-ID: 30754 Objekt-ID: 27519                                                                      | Wollzeile 9 Standort KG: Innere Stadt                                                      | Das frühhistoristische Durchhaus zur Bäckerstraße wurde 1845–1847 von Franz Schlierholz erbaut. Über einer zweigeschoßigen genuteten Geschäftszone erhebt sich eine quadergenutete Oberzone. Die Eckachsen sind durch Balkone sowie die Fenster flankierende Karyatidhermen und Pilaster gegliedert. Die hohen Rundbogenportale weisen gerade Konsolenverdachungen und gusseiserne Allianzwappen auf. Die Rückfassade in der Bäckerstraße ist eine schlichtere Version der Vorderfassade. Anmerkung: Identadresse Bäckerstraße 4 | BDA-Hist.: Q37937443 Status: Bescheid Stand der BDA-Liste: 2025-06-30 Name: Wohn- und Geschäftshaus GstNr.: 751 Wollzeile 9 / Bäckerstraße 4                                                                                                   |
| ja   | Datei hochladen | Haus Schaumburg HERIS-ID: 30755 Objekt-ID: 27520                                                                              | Wollzeile 11 Standort KG: Innere Stadt                                                     | Das spätklassizistische Eckhaus wurde 1819–1821 von Jacob Wilhelm erbaut bzw. nach dessen Tod von Joseph Kornhäusel vollendet. Die Fenstergliederung ist additiv, das Dachgeschoß weist ein Dachhäuschen auf. | BDA-Hist.: Q37937454 Status: Bescheid Stand der BDA-Liste: 2025-06-30 Name: Haus Schaumburg GstNr.: 754 Wollzeile 11 |
| ja   | Datei hochladen | Bürgerhaus Zum römischen Kaiser samt Apotheken-Interieur HERIS-ID: 30756 Objekt-ID: 27521                                     | Wollzeile 13 Standort KG: Innere Stadt                                                     | Das palaisartige barocke Eckhaus wurde 1712 erbaut, wobei es 1787 noch einige Adaptierungen gab. Über einem gebänderten Erdgeschoß erhebt sich über einem Kordongesims eine reich dekorierte Oberzone mit genuteten Ecklisenen. Besonders reich ist das Dekor der Fensterverdachungen in der Beletage mit Löwenköpfen, Maskarons, Muscheln und Kartuschen. Das Korbbogenportal mit flankierenden schräggestellten Säulen wird von einem Balusterbalkon bekrönt. Die gleichnamige Apotheke weist klassizistische, teilweise vergoldete Wandschränke aus der Zeit um 1810 auf. In der Mitte befindet sich ein allegorisches Ladenschild mit einer Büste Kaiser Franz’ I., der von Vindobona, Hermes und Diskuides umgeben ist. Anmerkung: Identadresse Essiggasse 2 | BDA-Hist.: Q37937466 Status: Bescheid Stand der BDA-Liste: 2025-06-30 Name: Bürgerhaus Zum römischen Kaiser samt Apotheken-Interieur GstNr.: 755                                                                                               |
| ja   | Datei hochladen | Wohn- und Geschäftshaus HERIS-ID: 30761 Objekt-ID: 27527                                                                      | Wollzeile 18 Standort KG: Innere Stadt                                                     | Das späthistoristische Wohn- und Geschäftshaus wurde 1902 von Ludwig Schöne erbaut. Es ist in neobarocken und altdeutschen Formen gehalten. Ab der Beletage mit ionischer Pilastergliederung erhebt sich ein Mittelerker auf Volutenkonsolen. Die oberen Geschoße sind in Sichtziegelmauerwerk gehalten und weisen reich dekorierte Fensterrahmungen mit Porträtbüsten im Sturzfeld auf. Die Rückfassade entspricht der Vorderfassade. Anmerkung: Identadresse Schulerstraße 13 | BDA-Hist.: Q37937481 Status: § 2a Stand der BDA-Liste: 2025-06-30 Name: Wohn- und Geschäftshaus GstNr.: 807 |
| ja   | Datei hochladen | Bürgerhaus samt Figur der Mondsichelmadonna HERIS-ID: 30763 Objekt-ID: 27529                                                  | Wollzeile 20 Standort KG: Innere Stadt                                                     | Das aus dem dritten Viertel des 17. Jahrhunderts stammende Haus wurde 1794 von Franz Wipplinger aufgestockt. Es ist ein barockes Bürgerhaus mit einem flachen Mittelrisalit und gerade verdachten Fenstern. Das gebänderte Korbbogenportal ist gerade verdacht. Die Rückfassade entspricht der Vorderfassade. Der Innenhof weist barocke Pawlatschen auf. In einer Nische des Stiegenhauses befindet sich eine Immaculata-Statue aus der zweiten Hälfte des 19. Jahrhunderts, die eine ursprünglich barocke Statue ersetzt. Anmerkung: Identadresse Schulerstraße 15 | BDA-Hist.: Q37937496 Status: Bescheid Stand der BDA-Liste: 2025-06-30 Name: Bürgerhaus samt Figur der Mondsichelmadonna GstNr.: 806 |
| ja   | Datei hochladen | Bürgerhaus, Zum roten Rössel, Zum grünen Gatter HERIS-ID: 30765 Objekt-ID: 27531                                              | Wollzeile 22 Standort KG: Innere Stadt                                                     | Das barocke Bürgerhaus aus dem ausgehenden 17. Jahrhundert wurde 1858/59 von Eduard Frauenfeld aufgestockt und verändert. Es hat einen flachen Mittelrisalit und gerade verdachte Fenstern. Das rundstabgerahmte Korbbogenportal weist als Hauszeichen eine Maskaronkartusche mit Pferdekopf auf. Der Innenhof und die Stiegenhäuser sind in frühhistoristischen Formen gehalten. | BDA-Hist.: Q37937523 Status: Bescheid Stand der BDA-Liste: 2025-06-30 Name: Bürgerhaus, Zum roten Rössel, Zum grünen Gatter GstNr.: 805 |
| ja   | Datei hochladen | Wohn- und Geschäftshaus, Ignaz Leopold Depauli’sches Stiftungshaus HERIS-ID: 30767 Objekt-ID: 27533                           | Wollzeile 25 Standort KG: Innere Stadt                                                     | Das späthistoristische Wohn- und Geschäftshaus in neobarocken Formen wurde 1901/02 erbaut. Ab der Hauptzone erheben sich zwei einachsige flache Erker, die von ionischen Hermenpilastern eingerahmt werden und Balkone auf Volutenkonsolen aufweisen. Die Achsen dazwischen sind durch maskengeschmückte Lisenen voneinander abgesetzt. Das übergiebelte Fenster oberhalb des Portals ist lisenengerahmt. Die Einfahrt ist stuckiert und geht in eine Passage Richtung Seipelplatz über. Anmerkung: Identadresse Dr.-Ignaz-Seipel-Platz 3a | BDA-Hist.: Q37937536 Status: Bescheid Stand der BDA-Liste: 2025-06-30 Name: Wohn- und Geschäftshaus, Ignaz Leopold Depauli'sches Stiftungshaus GstNr.: 767 Wollzeile 25, Vienna                                                                |
| ja   | Datei hochladen | Wohn- und Geschäftshaus HERIS-ID: 30768 Objekt-ID: 27534 Wiener Wohnen: 338                                                   | Wollzeile 27 Standort KG: Innere Stadt                                                     | Dieser Bau wurde 1938–1942 von Hans Schimitzek errichtet. Es handelt sich um ein Eckhaus am Vorplatz zur Akademie der Wissenschaften, die Ecksituation wird durch den vorspringenden Vorbau betont. Der Bau ist sachlich und schlicht gehalten, vorgesehene Statuen im zweiten Obergeschoß kamen nicht mehr zur Ausführung. | BDA-Hist.: Q37937553 Status: § 2a Stand der BDA-Liste: 2025-06-30 Name: Wohn- und Geschäftshaus GstNr.: 772/1 Wohnhausanlage Wollzeile 27 |
| ja   | Datei hochladen | Wohn- und Geschäftshaus HERIS-ID: 30771 Objekt-ID: 27537                                                                      | Wollzeile 33 Standort KG: Innere Stadt                                                     | Das späthistoristische Wohn- und Geschäftshaus wurde 1901/02 von Anton Gürlich erbaut. Der Mittelerker auf Volutenkonsolen wird in der Beletage von Balkonen mit Schmiedeeisengitter flankiert. Die geschoßweise variierenden Fensterverdachungen sind reich dekoriert. Im Geschäftslokal im Erdgeschoß befindet sich eine barocke Madonnenstatue vom Portal des Vorgängerbaus. | BDA-Hist.: Q37937568 Status: Bescheid Stand der BDA-Liste: 2025-06-30 Name: Wohn- und Geschäftshaus GstNr.: 775 Wollzeile 33, Vienna |
| ja   | Datei hochladen | Miethaus HERIS-ID: 47418 Objekt-ID: 50483                                                                                     | Zelinkagasse 4 Standort KG: Innere Stadt                                                   | Das Doppelhaus mit der Nummer 6 wurde 1870/71 von Wilhelm Stiassny erbaut. Die Fassade ist additiv gegliedert und kleinteilig dekoriert. | BDA-Hist.: Q38026959 Status: § 2a Stand der BDA-Liste: 2025-06-30 Name: Miethaus GstNr.: 1434 |
| ja   | Datei hochladen | Wientalverbauung, Zollamtssteg und U-Bahn-Brücke HERIS-ID: 94398 Objekt-ID: 109552                                            | Zollamtssteg Standort KG: Innere Stadt                                                     | Diese Fußgängerbrücke über den Wienfluss wurde 1899/1900 von Friedrich Ohmann und Josef Hackhofer errichtet. Es ist eine Eisenkonstruktion mit räumlicher Wirkung, die sich nicht zuletzt durch die parabolischen Aufsätze ergibt, die in den Ufermauern verankert sind. An den Brückenköpfen befinden sich skulptierte Steinpfeiler. Die schräg darunterliegende Brücke ist ebenfalls eine Eisenkonstruktion und wurde im Zuge des Baus der Wiener Stadtbahn etwa zur selben Zeit errichtet. | BDA-Hist.: Q124628317 Status: § 2a Stand der BDA-Liste: 2025-06-30 Name: Wientalverbauung, Zollamtssteg und U-Bahn-Brücke GstNr.: 1899/1, 1957, 1898/1, 1884, 1918, 1956 Zollamtsbrücke                                                        |
| ja   | Datei hochladen | Wientalverbauung, Radetzkybrücke und Wienflussmündung HERIS-ID: 94397 Objekt-ID: 109551                                       | Radetzkybrücke Standort KG: Innere Stadt, ragt in KG Leopoldstadt und KG Landstraße hinein | Zur Wientalverbauung siehe den entsprechenden Eintrag. Friedrich Ohmann und Josef Hackhofer erbauten 1899/1900 die Radetzkybrücke als Eisenkonstruktion. | BDA-Hist.: Q2125583 Status: § 2a Stand der BDA-Liste: 2025-06-30 Name: Wientalverbauung, Radetzkybrücke und Wienflussmündung GstNr.: 1899/1, 1896/1, 1896/2, 1896/3, 1890/3, 3201/3, 3201/48, 3201/46, 5209 Radetzkybrücke                     |
| ja   | Datei hochladen | Donaukanalregulierung und -verbauung (samt Brücken, Geländer und sonstigem) HERIS-ID: 111772 Objekt-ID: 129782seit 2012       | Schanzelufer L Standort KG: Innere Stadt                                                   | Der Donaukanal ist der an der Innenstadt vorbeiführende Arm der Donau, die Bezeichnung kam vor 1700 auf. Regulierungsversuche gab es schon in früheren Jahrhunderten, das jetzige Erscheinungsbild geht aber auf die Donauregulierung nach 1867 zurück, als Uferbefestigungen und Brücken gebaut wurden. In der Innenstadt geht die Donaukanalregulierung in die einige Jahrzehnte später vorgenommene Wienflussregulierung über. | BDA-Hist.: Q37826595 Status: Bescheid Stand der BDA-Liste: 2025-06-30 Name: Donaukanalregulierung und -verbauung (samt Brücken, Geländer und sonstigem) GstNr.: 1896/2, 1785/10, 1785/13, 1877/8, 1890/3, 1885/11, 1893, 1958, 1959 Donaukanal |
| ja   | Datei hochladen | Wientalverbauung HERIS-ID: 111775 Objekt-ID: 129785seit 2016                                                                  | Standort KG: Innere Stadt                                                                  | Die Regulierung des Wienflusses erfolgte in den Jahren 1894–1904, wo der größte Teil des Flusses in ein Betonbett gelegt wurde. Projektleiter waren Rudolf Krieghammer und Ludwig Leupschitz sowie Friedrich Ohmann und Josef Hackhofer (baukünstlerische Leitung). Otto Wagners Idee, den Fluss einzuwölben, um eine Prachtstraße zu errichten, wurde nur in einem Teilstück entsprochen. | BDA-Hist.: Q37826614 Status: Bescheid Stand der BDA-Liste: 2025-06-30 Name: Wientalverbauung GstNr.: 1896/1, 1896/2, 1896/3, 1897, 1899/1, 1955, 1957, 1360/12, 1726/1, 1898/1, 1898/2, 1890/3, 1884, 1918, 1956                               |

## Ehemalige Denkmäler
| Foto |                 | Denkmal | Standort                                   | Beschreibung | Metadaten |
| ---- | --------------- | --- | ------------------------------------------ | --- | --- |
| ja   | Datei hochladen | Ehem. Schulgebäude, Amtshaus Objekt-ID: 50495bis 2011                                                                                                  | Werdertorgasse 6 Standort KG: Innere Stadt | Das strenghistoristische ehemalige Schulhaus wurde 1876 erbaut. Die Fassade weist rhythmisch zu Dreiergruppen zusammengefasste Giebelfenster auf. Anmerkung: Bis Februar 2012 waren in dem Gebäude die Unternehmenszentrale und das Kundenservice der Friedhöfe Wien untergebracht. | BDA-Hist.: Q106676979 Status: § 2a Stand der BDA-Liste: 2011-05-30 Name: Ehem. Schulgebäude, Amtshaus GstNr.: 1401 Werdertorgasse 6 |
| ja   | Datei hochladen | Donaukanalregulierung und -verbauung von Wien I bis Wien XX. (samt Brücken, Geländern und sonstigen baulichen Bestandteilen) Objekt-ID: 128357bis 2011 | Standort KG: Innere Stadt                  | siehe Hauptliste, nicht abgegangen, sondern lediglich auf mehrere Listen aufgeteilt | BDA-Hist.: Q701695 Status: § 2a Stand der BDA-Liste: 2011-05-30 Name: Donaukanalregulierung und -verbauung von Wien I bis Wien XX. (samt Brücken, Geländern und sonstigen baulichen Bestandteilen) GstNr.: 2010, 2011/1, 2011/2, 2011/3, 2015, 1512/1, 1639/12, 1636/1, 1636/3, 1530/6, 1045/1, 1045/2, 1532/1, 1532/3, 1530/5, 1531/1, 1531/3, 1531/4, 1556/4, 2022, 1331/1, 546/1, 1556/13, 1556/17, 1556/18, 2012, 1785/13, 1785/10, 1877/8, 1885/4, 1885/11, 1893, 1890/3, 1958, 1959, 1890/8, 1896/2, 3201/46, 3216/6, 3216/1, 3216/7, 3216/13, 3216/8, 3126/2, 2980/23216/10, 3216/4, 2947, 3218/2, 979/6, 1072/5, 1072/6, 1072/10, 1072/8, 1072/9, 949, 953, 950, 951, 952, 941/45, 945/2, 945/1, 945/24, 945/25, 38/23, 38/24, 5166, 5168/1, 4252/2, 4252/12, 5167/1, 5167/2, 5219, 5217, 3878/5, 3882/1, 3881/5, 3881/6, 3881/7, 4145/59, 3882/3, 4224/10, 4224/11, 4238/6, 3645/6, 3246/1, 4252/38, 4252/1, 4252/42, 4252/40, 4252/41, 546/8, 546/7, 546/11, 404/4, 404/1, 3886/9, 3886/10, 3972/6, 4053/1, 4252/23, 4252/44, 4252/43, 5211, 5207/3, 5212, 3972/1, 4053/3, 3972/7 |